# 長野 (長野市)
- 日本 > 中部地方 > 長野県 > 長野市 > （本庁）第一地区 > 長野（桜枝町・狐池・花咲町・往生地・横沢町・西町・上西之門町・西之門町・栄町・立町・若松町・旭町・長門町）
- 日本 > 中部地方 > 長野県 > 長野市 > （本庁）第二地区 > 長野（伊勢町・横町・東之門町・岩石町・新町・東町・元善町・箱清水・滝・大門町）
- 日本 > 中部地方 > 長野県 > 長野市 > （本庁）第三地区 > 長野（東後町）

長野（ながの）は、長野県長野市の市街地北部にある地区（大字）。
善光寺を中心とした地域で、1879年（明治12年）時点の旧上水内郡長野町域にあたる。「長野」という市名・県名のもとになった地であり、この「長野」という地名が初めて登場するのは1570年（元亀元年）の武田信玄の書状である。長野市立図書館のある長門町一帯が、近世には「長野町」とも呼ばれていたようで、今も上長野・下長野の小字がある。「野」は扇状地などの傾斜面をそう呼ぶことから、「長野」はこの一帯の長く緩やかな傾斜面を表しているといわれる。
大字長野地内には後述の通称町名がある。長野市の中心市街地の住所表記は複雑で、大字長野・鶴賀・西長野・南長野の区域では、大字の下位区分として、「通称町名」と「小字」の2種類がある。住所の表示には通称町名が用いられ、郵便番号も通称町名ごとに個別に割り当てられている。住所は「長野市大字長野桜枝町」のように表記することもあるが、「大字長野」を省くことが半ば慣例化している。また、通称町名のほかに「上長野」「御殿」といった小字（公称地名）があり、これらは土地の登記の場合などを除き、原則として用いない（省略する）ことが慣例となっている。桜枝町内の地価公示基準地の住所を例にとると以下の3通りの表し方がある。
- 慣例的な住所表示（大字名を表記する）
  - 長野市大字長野桜枝町1221-4
- 慣例的な住所表示（大字名を省略）
  - 長野市桜枝町1221-4
- 土地登記などに用いる表記
  - 長野市大字長野字上長野1221番地4

なお、本項では、住居表示実施により新町名となった箱清水、大字長野と大字西長野にまたがる往生地についても扱う。大字長野のうち、箱清水三丁目より北の山間部（花岡平・大峰山周辺）については扱わない。

## 概要
長野は、長野市街地を構成する3大字の一つである。善光寺を中心に古くから栄え、明治期には長野県庁、1965年（昭和40年）までは長野市役所が置かれていた、長野市の旧市街地である。
現在では長野駅周辺の発展により市街地が南進し、長野県庁は妻科へ、長野市役所は緑町へ移転。大字長野は善光寺を中心とした県内有数の観光地区となっている。
地域は概ね南向き斜面となっており、北に大峰山がそびえる。周囲は以下の大字・町丁と接する。

## 沿革
大字長野の範囲は、概ね旧上水内郡長野町の範囲に相当する。
旧長野町の歴史
- 1601年（慶長6年） - 長野村・箱清水村は、七瀬村・平柴村とともに善光寺領となる。長野村内のうち善光寺周辺の町場については特に善光寺町と呼ばれていた
- 1871年（明治4年）2月11日 - 善光寺領長野村、中野県水内郡長野村となる
- 1871年（明治4年）4月 - 善光寺領箱清水村、中野県水内郡箱清水村となる
- 1871年（明治4年）6月22日 - 長野村西町の西方寺に長野県庁が置かれ、長野県水内郡長野村・同郡箱清水村となる
- 1873年（明治6年）9月25日 - 元善町の大勧進に長野県師範講習所（現 信州大学教育学部）が開かれる。のち1875年（明治8年）、長野県師範学校として長門町に移転
- 1873年（明治6年）12月5日 - 東之門町に第一番長野学校（現 長野市立城山小学校）が開校
- 1874年（明治7年）11月8日 - 水内郡長野村、長野町となり、元善町に長野町役場が置かれる
- 1875年（明治8年）8月20日 - 大門町に長野県第三号長野警察出張所が置かれる。のち1877年（明治10年）に長野警察署（現 長野中央警察署）として元善町の大本願に移転、1901年（明治34年）に若松町に移転
- 1875年（明治8年）11月 - 水内郡長野町、同郡箱清水村を編入
- 1876年（明治9年）12月 - 立町に長野区裁判所（現 長野地方裁判所）が置かれる
- 1879年（明治12年）1月4日 - 郡区町村編制法施行。長野町は上水内郡に属する
- 1883年（明治16年）12月26日 - 旭町に長野監獄本署が置かれる。のち、長野監獄を経て長野刑務所となり、1960年（昭和35年）に須坂市へ移転
- 1885年（明治18年）4月 - 元善町に長野町・鶴賀町・南長野町・西長野町・茂菅村の連合戸長役場が置かれる
- 1889年（明治22年）4月1日 - 長野町に西長野町・南長野町・鶴賀町・茂菅村を編入、町制施行。人口 24,529人
- 1894年（明治27年）10月29日 - 東之門町に長野町役場が新築、元善町から移転。1897年（明治30年）からは長野市役所
- 1896年（明治29年）4月10日 - 県内初、国内9番目の高等女学校として、長野町立長野高等女学校（現 長野県長野西高等学校）が東之門町に開校。のち1903年（明治36年）に箱清水へ移転
- 1897年（明治30年）4月1日 - 市制施行、長野市となる。人口 29,285人。旧長野町域は大字長野となる

長野市長野の歴史
- 1898年（明治31年）11月13日 - 若松町に長野市役所が新築、東之門町から移転。のち1965年（昭和40年）に緑町へ移転
- 1903年（明治36年）5月 - 皇太子嘉仁親王（のち 大正天皇）の慶事（結婚）記念として1900年（明治33年）から整備が進められてきた城山公園（東之門町・箱清水）が完成
- 1929年（昭和4年）9月1日 - 信濃教育会信濃図書館（1907年（明治40年）開館）が県町から長門町に移転し、長野県立長野図書館として開館。のち1979年（昭和54年）に若里へ移転
- 1985年（昭和60年）7月1日 - 長門町の県立図書館移転跡地に長野市立長野図書館が開館
- 1995年（平成7年）11月6日 - 住居表示実施。箱清水地区の大部分が箱清水一・二・三丁目となる
- 2009年（平成21年）4月1日 - 住居表示実施。前回対象とならなかった霊山寺付近・阿弥陀寺付近が、それぞれ箱清水三丁目22番・29番となる
- 2017年（平成29年）5月1日 - 旭町に長野市消防局中央消防署が新築、鶴賀居町から移転

## 旭町
旭町（あさひまち）は、信州大学教育学部の南に広がる町。郵便番号は、380-0846。
町の東側を県庁通りが南北に貫く。周囲は以下の町丁と接する。

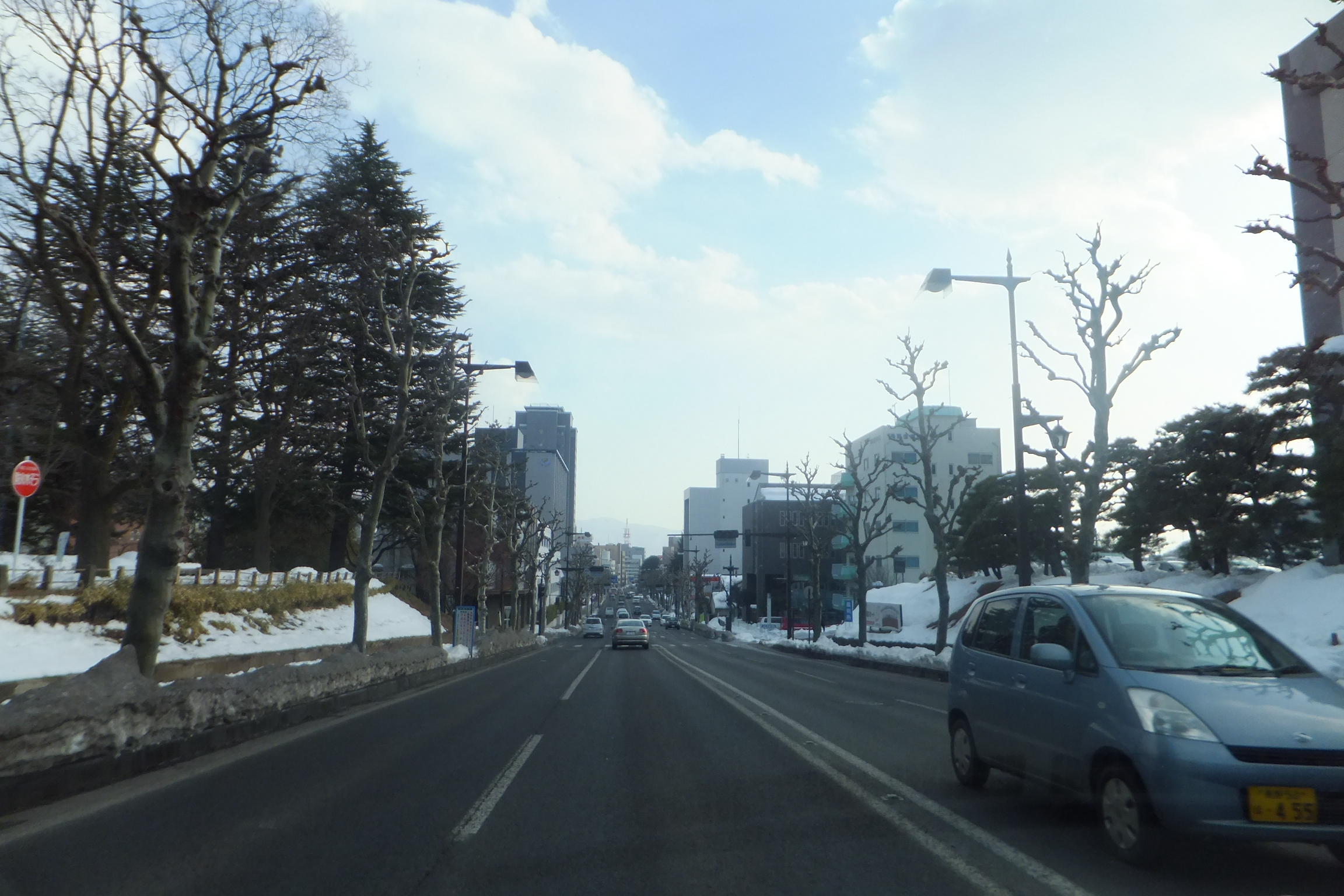
旭町内の県庁通り

町の北東から南西にかけて善光寺断層が走っている。町内のひまわり公園では、園内に3mの段差があり西側が高くなっているが、これが断層崖である。
町域の半分以上を合同庁舎や教育会館、公園が占める静かな町。江戸時代の善光寺町には含まれず、明治以降に新たに起立した町である。町名は、町の西側にそびえる旭山に由来するものと考えられる。1883年（明治16年）に長野監獄本署が置かれて以来、長らく町内の西半分は刑務所が占めていたが、1960年（昭和35年）に長野刑務所が須坂市に移転してからは、その跡地に国の長野団地として官公庁施設が整備された。
地区内の人口および世帯数は、31世帯 64人（令和5年3月1日現在）。

### 交通
路線バス
県庁通りを走るアルピコ交通（川中島バス）・ぐるりん号の以下の路線系統が利用できる。
- アルピコ交通（川中島バス）
  - 41 長野駅 - 自治会館
- ぐるりん号
  - C 市街地循環ぐるりん号

### 施設
- 長野団地
  - 長野地方合同庁舎
    - 名古屋税関長野地区政令派出所
    - 東京出入国在留管理局長野出張所
    - 長野行政評価事務所
    - 信越総合通信局
    - 中部地方環境事務所長野自然環境事務所

  - 長野第二地方合同庁舎
    - 関東財務局長野財務事務所
    - 関東農政局長野農政事務所
    - 長野地方法務局
    - 自衛隊長野地方協力本部

  - 長野法務総合庁舎
    - 長野地方検察庁
    - 長野区検察庁
    - 長野保護観察所
    - 関東公安調査局長野公安調査事務所

  - 長野刑務所長野拘置支所
  - 長野裁判所合同庁舎
    - 長野地方裁判所
    - 長野家庭裁判所
    - 長野簡易裁判所
- 長野市消防局中央消防署[9]
- 信濃教育会信濃教育会館
- 長野県教育会館
- ひまわり公園（交通公園）
- 長野旭郵便局

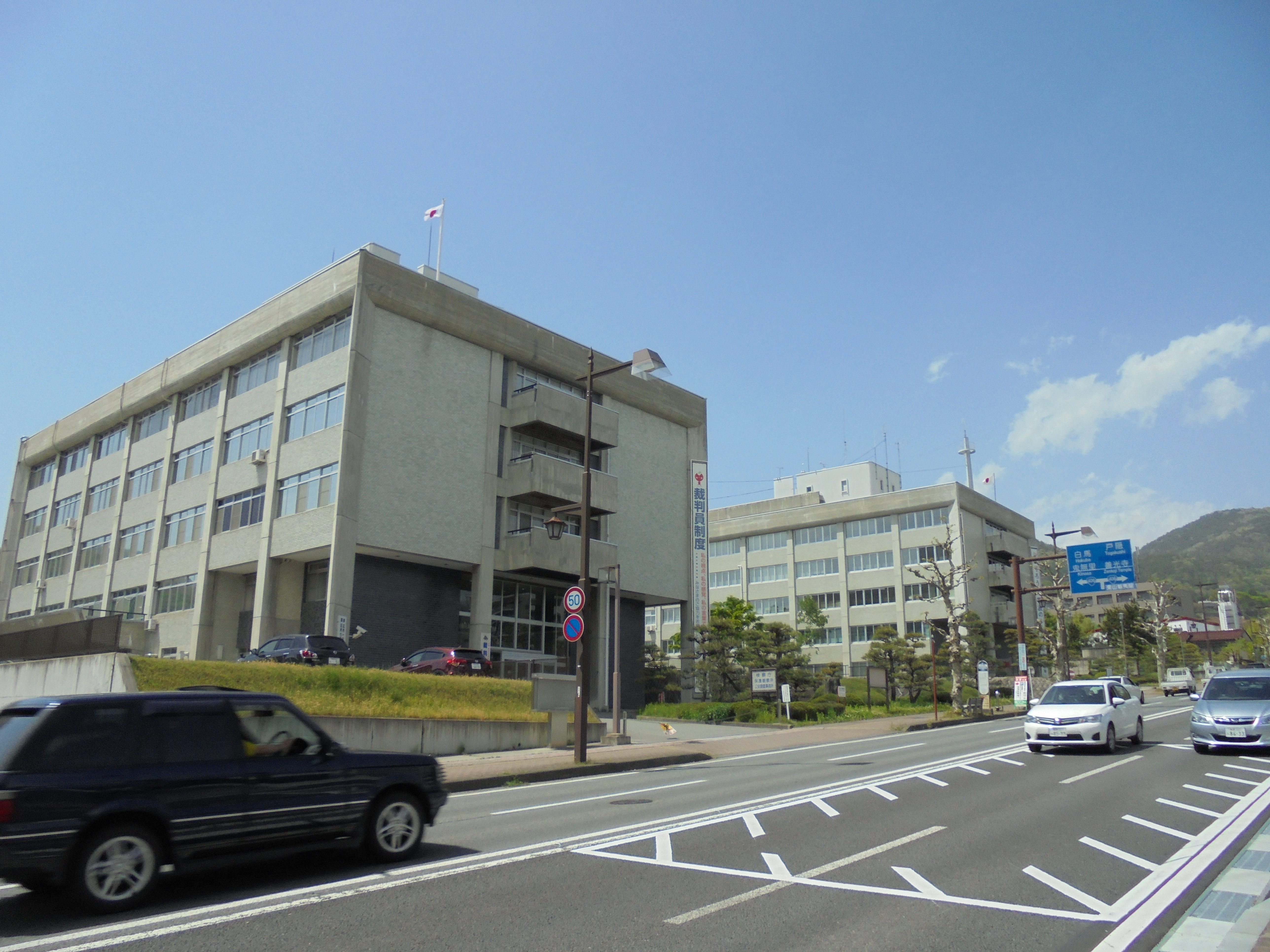
長野法務合同庁舎（手前）・長野地方合同庁舎
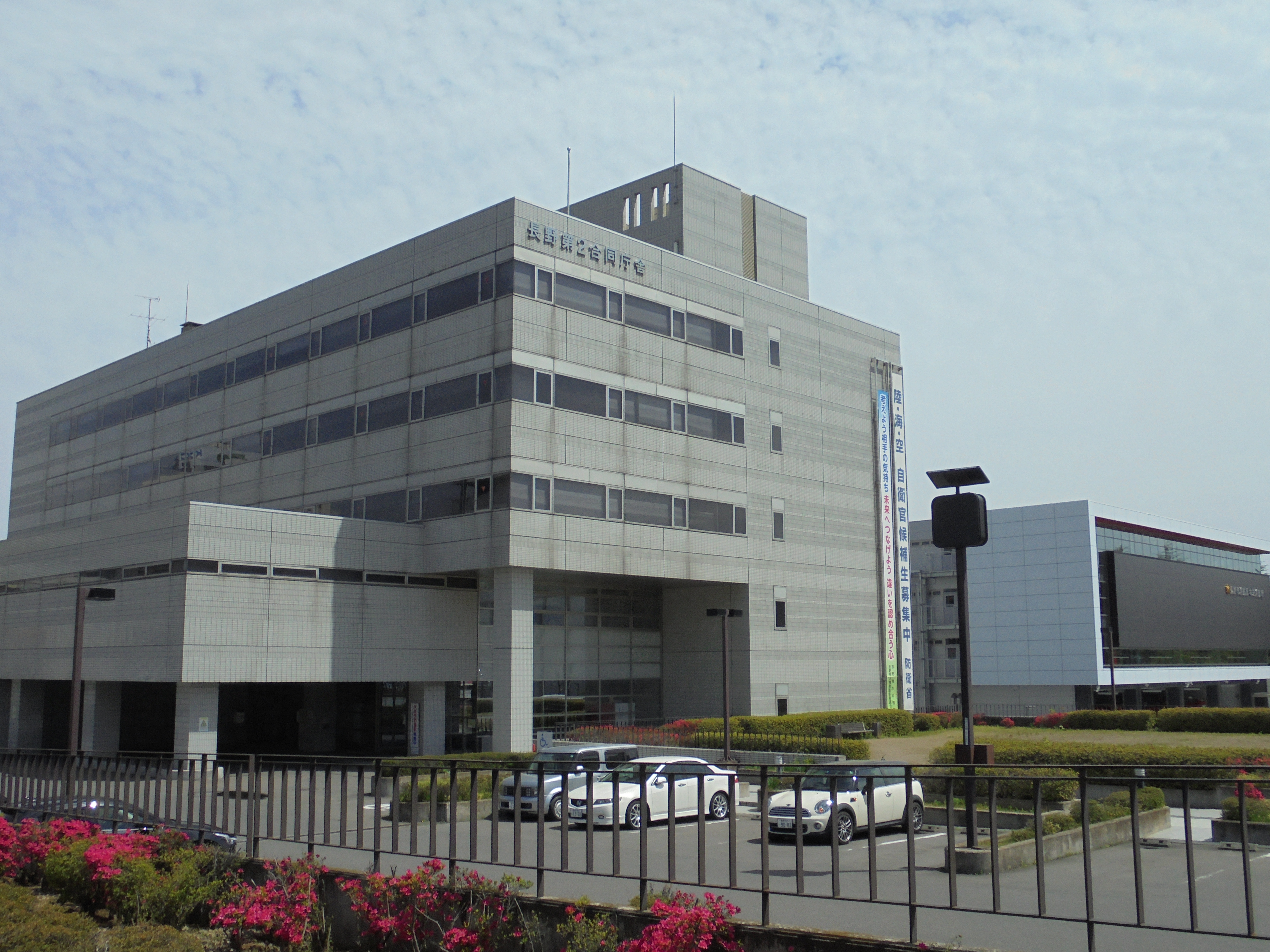
長野第二地方合同庁舎
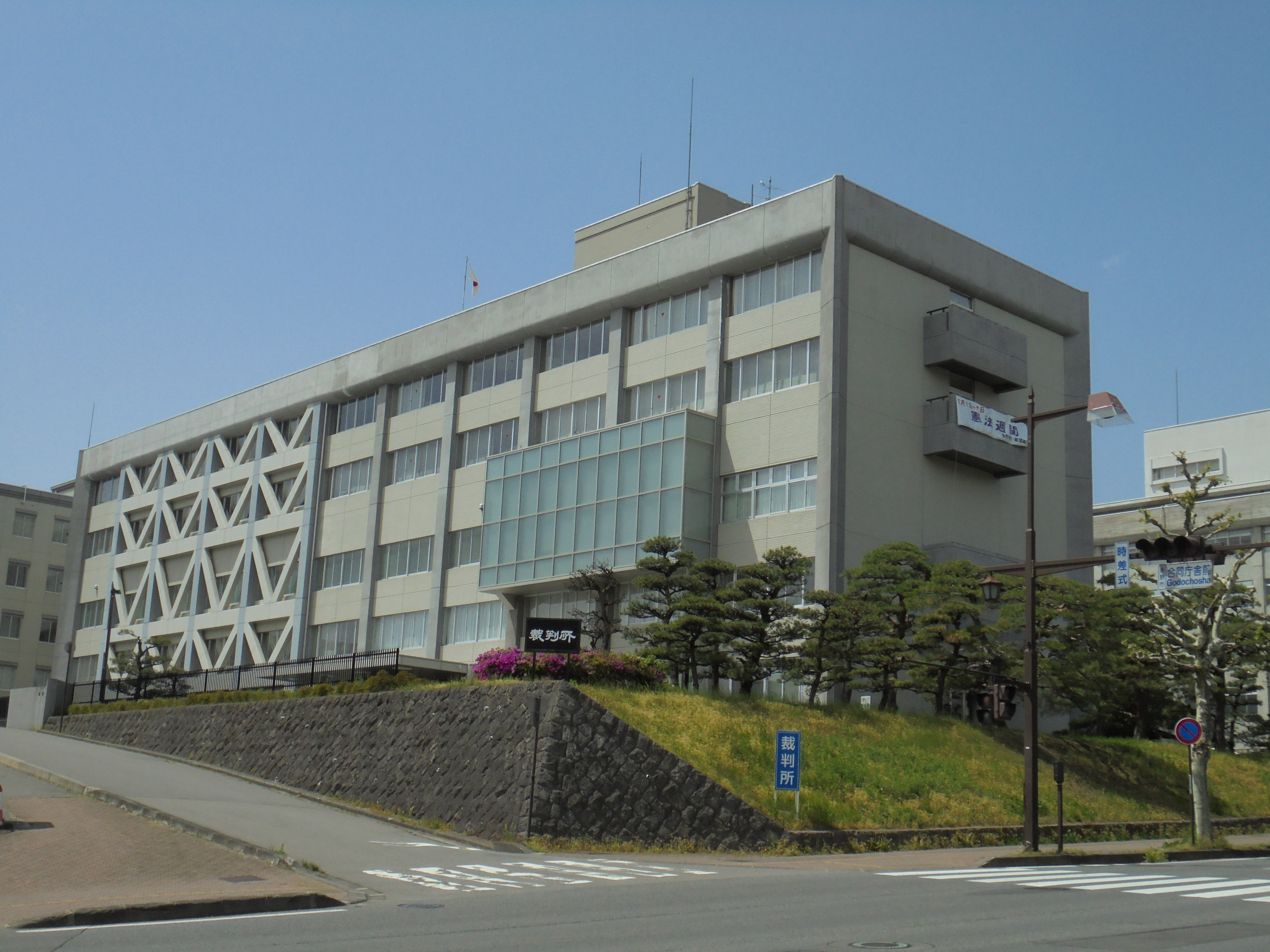
長野裁判所合同庁舎
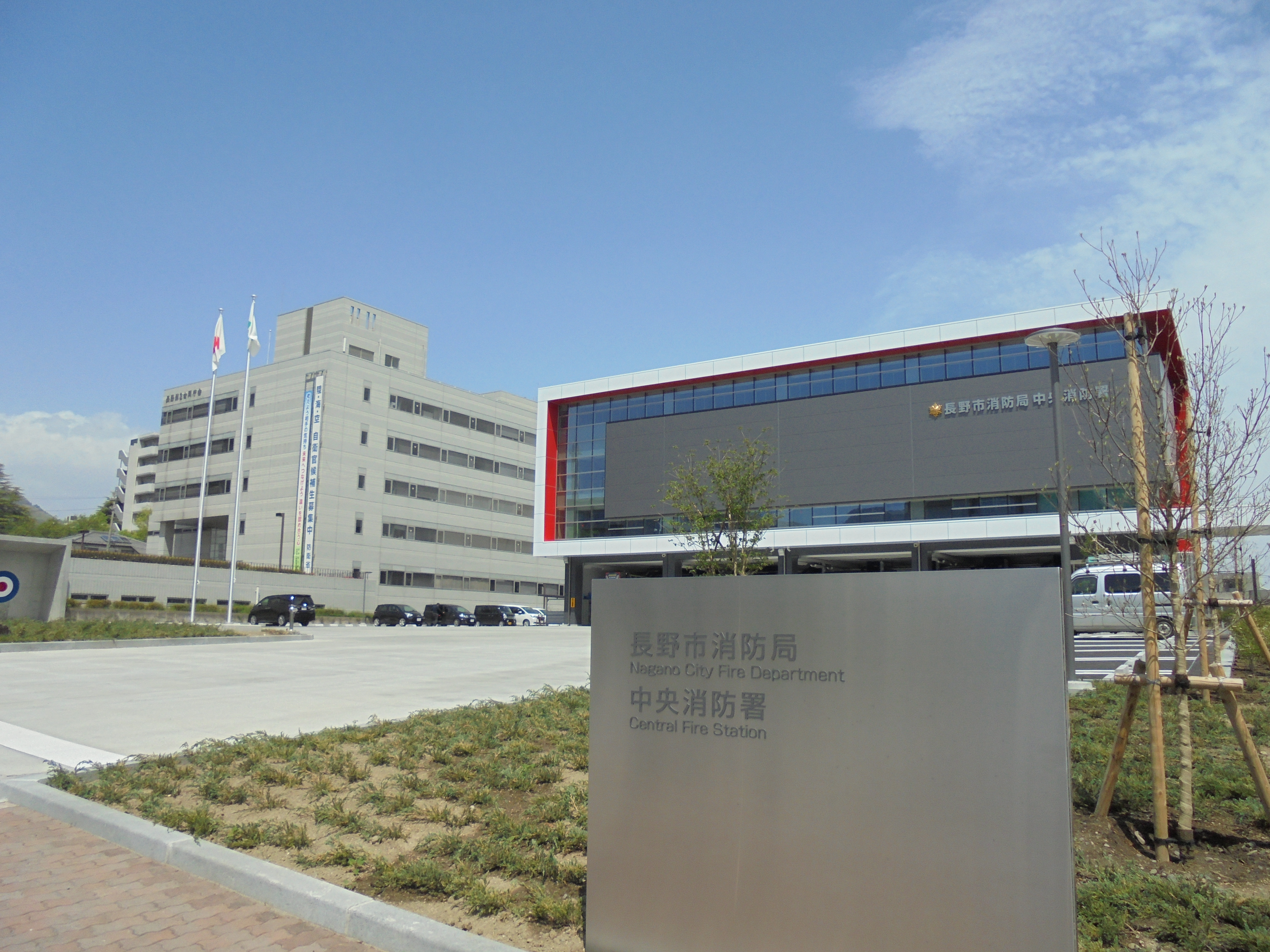
長野市消防局中央消防署
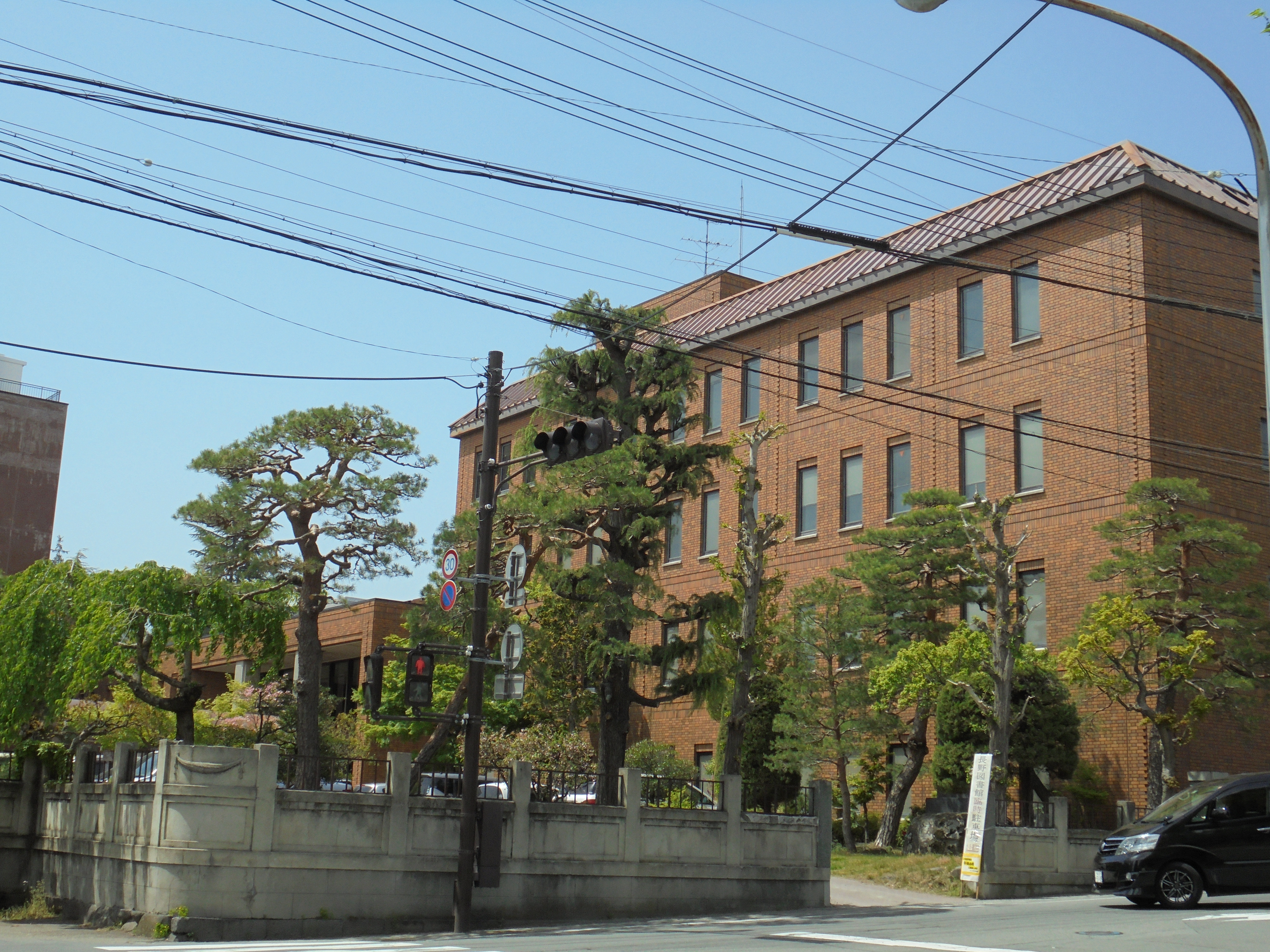
「信州教育」の中心となる信濃教育会

## 伊勢町
伊勢町（いせまち）は、善光寺の南東にある町。郵便番号は、380-0854。
町の中央部を東参道が東西に横切り、北端には湯福川が東流する。東参道に沿った小さな町である。周囲は以下の町丁と接する。
江戸時代には善光寺の東の入口として、東大門と呼ばれ賑わった。善光寺町八町のうち新町の枝町であった。町名は、伊勢社があったことに由来する。
地区内の人口および世帯数は、29世帯 60人（令和5年3月1日現在）。

### 御祭礼屋台

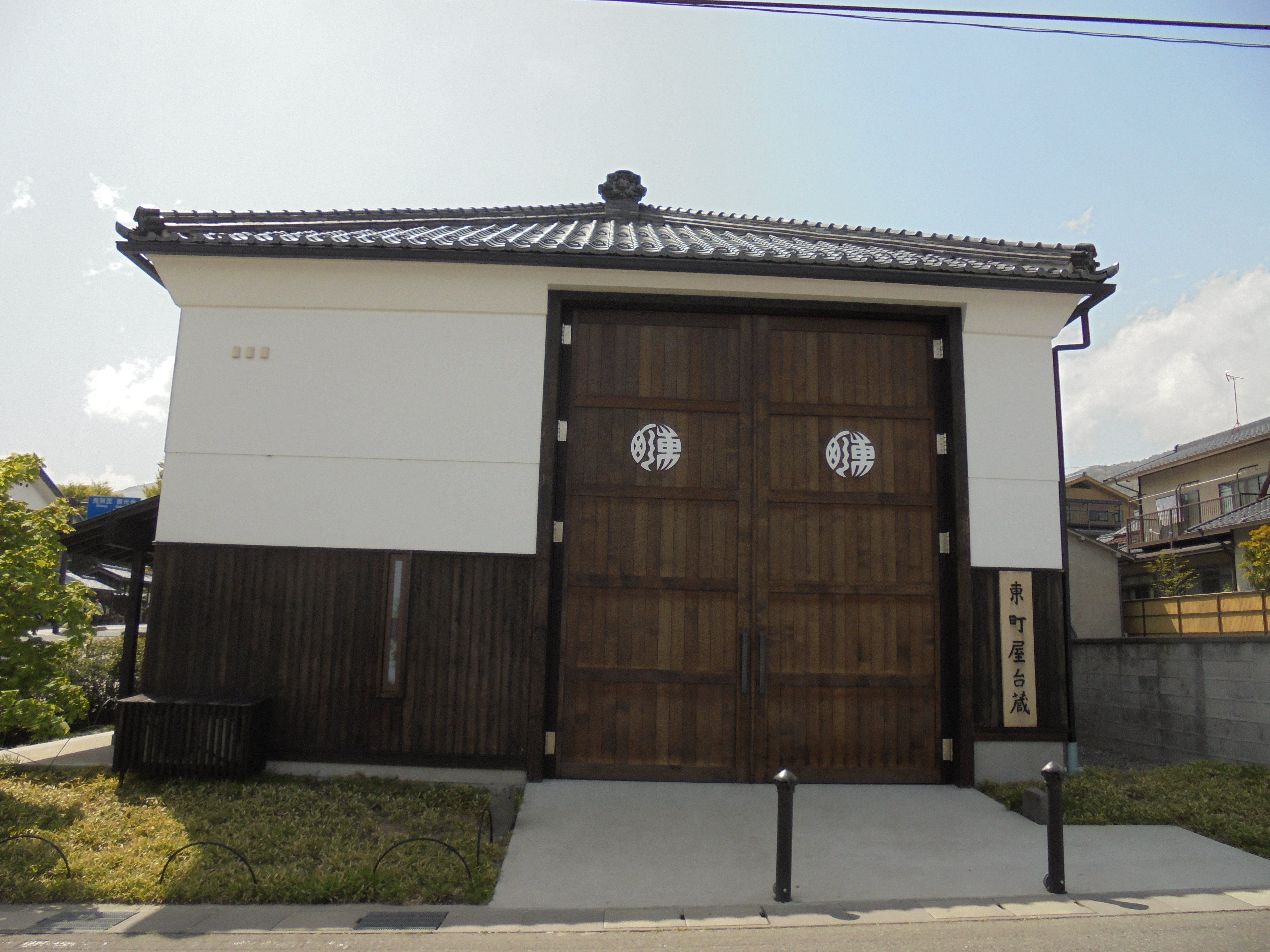
屋台を納める東町屋台蔵。1階は屋台蔵・多目的ホール・公衆便所、2階は屋台を見られるギャラリーとなっている

弥栄神社（上西之門町）御祭礼で屋台巡行をする御祭礼町20町の一つであるが、現在は参加していない。
1919年（大正8年）に作られた白木造りの本屋台・踊り屋台・底抜けの囃子屋台を有していたが、2001年（平成13年）に踊り屋台と囃子屋台を元善町に譲っている。

### 交通
町内に公共交通機関は走っていないが、善光寺近辺を走る路線バスが利用できる。また、やや歩くと長野電鉄長野線の善光寺下駅が利用できる。

### 施設
- 笠原十兵衛薬局 - 1543年（天文12年）の創業以来伝えられる「雲切目薬」が名物

## 往生地
往生地（おうじょうじ）は、善光寺の北西の高台に広がる町。大字長野と大字西長野にまたがる。郵便番号は、380-0867。
周囲は以下の町丁と接する。
市街地を見下ろす高台の住宅地である。この地には1933年（昭和8年）に失業対策事業として展望道路が通されており、道路に沿って夕陽ヶ丘団地が造成されている。沿道にある往生地浄水場は、1915年（大正4年）に給水開始した市内で最も古い浄水場である。
もともとは狐池（大字長野）・西長野町（大字西長野）の各一部であったが、高台に位置するこの地域への配給事務が両町にとって負担であったため、両町より分かれて1941年（昭和16年）4月1日に起立した。町名は、刈萱上人がこの地で修行の末1214年（建保2年）に入寂したことに由来する。起立の経緯から大字長野・大字西長野にまたがっているため、地番の重複が問題となっている。
地区内の人口および世帯数は、348世帯 795人（令和5年3月1日現在）。

### 交通
町内に公共交通機関は走っていない。

### 施設
- 安楽山往生寺（刈萱堂）
- 往生地浄水場

## 上西之門町
上西之門町（かみにしのもんちょう）は、善光寺の西南にある町。郵便番号は、380-0858。
善光寺堂庭（元善町）の西側に沿った、南北に細長い町である。周囲は以下の町丁と接する。
（旧）西之門町から下西之門町（現 西之門町）を分けて成立した。江戸時代には善光寺町八町のうち櫻小路（現 桜枝町）の枝町であった。
20町が参加する屋台巡行で有名な弥栄神社があり、上西之門町自体も明治初期には屋台巡行する御祭礼町の一つであったが、現在では外れている。
地区内の人口および世帯数は、7世帯 20人（令和5年3月1日現在）。

### 交通
町内に公共交通機関は走っていないが、善光寺近辺を走る路線バスが利用できる。

### 施設

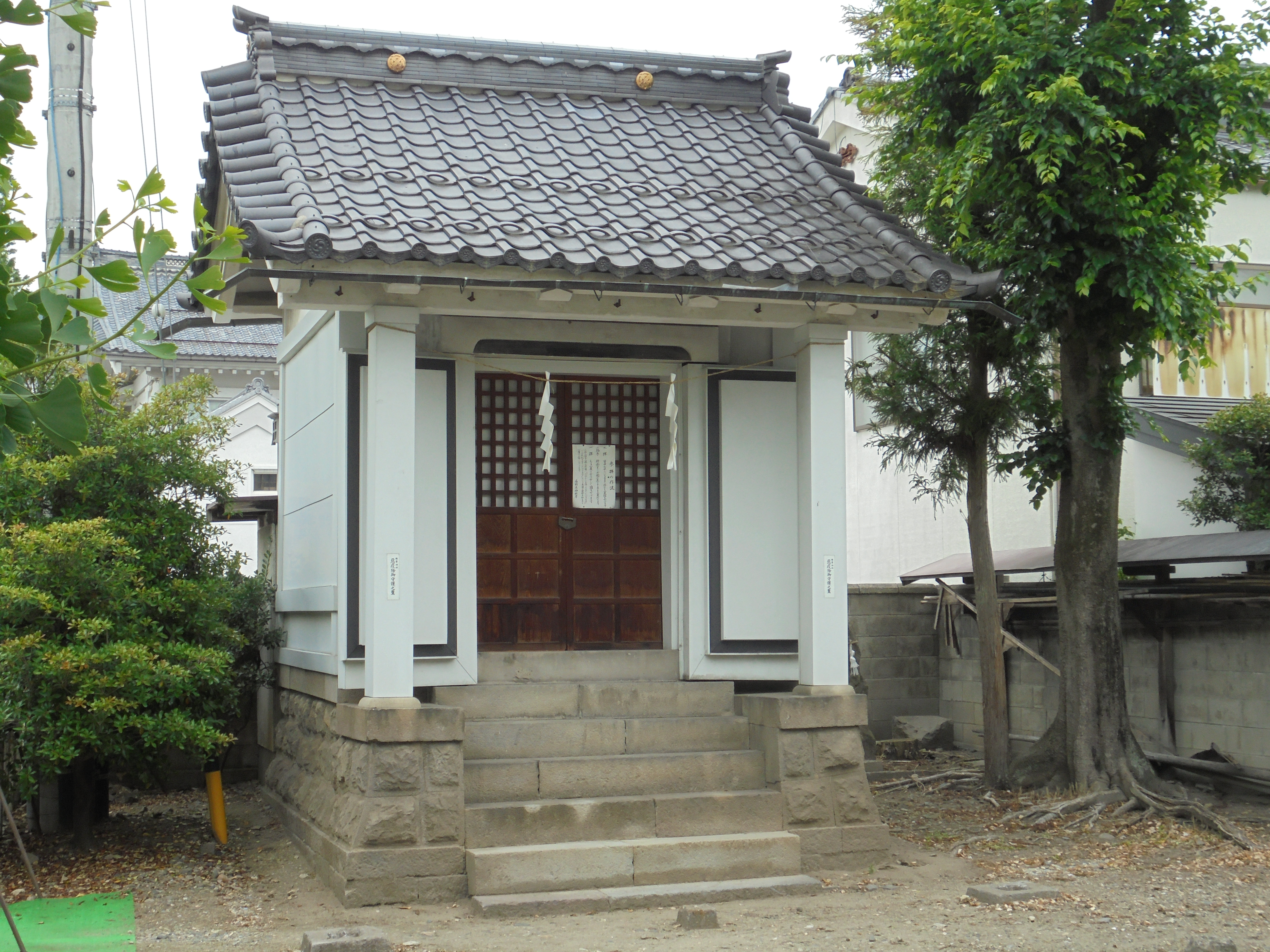
弥栄神社

- 弥栄神社 - 祇園祭（御祭礼）の屋台巡行で有名

## 岩石町
岩石町（がんぜきちょう）は、善光寺の東南にある町。郵便番号は、380-0855。
周囲は以下の町丁と接する。
町の中央部を北東から南西にかけて城山断層が走っており、町の東西で10mほどの高低差がある。町の西部、城山丘陵上の旧北国街道沿いを表岩石（町）、町の東部の崖麓を裏岩石（町）と呼ぶ。
表岩石町は北国街道の越後側の玄関口にあたり、江戸時代には魚・海産物店が多く賑わい、「繁栄長野第一」と謳われた。また、裏岩石町は、明治初期に長野県庁舎が近隣（西長野町）に置かれたことで、官吏の住まいが集まる「長野の役人町」として綺麗な街並みであったという。ところが、表岩石町は鉄道敷設による商業地の移動、裏岩石町は県庁はじめ諸官庁の移転により、それぞれ大正時代には「昔日の影なく」衰退したといい、現在では、表岩石町・裏岩石町ともに閑静な住宅街となっている。しかし、善光寺七福神の一つ・西宮神社の宵えびす・初えびすの際には今でも賑わいを見せる。
江戸時代には善光寺町のうち町年寄の治める「八町」の一つであった。町名は、町内にある善光寺七塚の一つ「虎が塚」（虎御前石）に由来するという。
地区内の人口および世帯数は、127世帯 201人（令和5年3月1日現在）。

### 御祭礼屋台
弥栄神社（上西之門町）御祭礼で屋台巡行をする御祭礼町20町の一つであるが、現在は参加していない。
底抜けの踊り屋台を有していて、現在は解体保存されている。

### 交通
町内に公共交通機関は走っていないが、善光寺近辺を走る路線バスが利用できる。

### 施設
- 西宮神社 - 善光寺七福神の一つ（恵比寿）
- 虎が塚（虎御前石） - 善光寺七塚の一つ
- 虎が橋 - 善光寺七橋の一つ
- 古録稲荷神社 - 岩石町の産土神。火災などが多かったので勧請した。1894年（明治27年）社殿改修。1932年（昭和8年）社殿・鳥居・玉垣などを改築・造営した[14]。

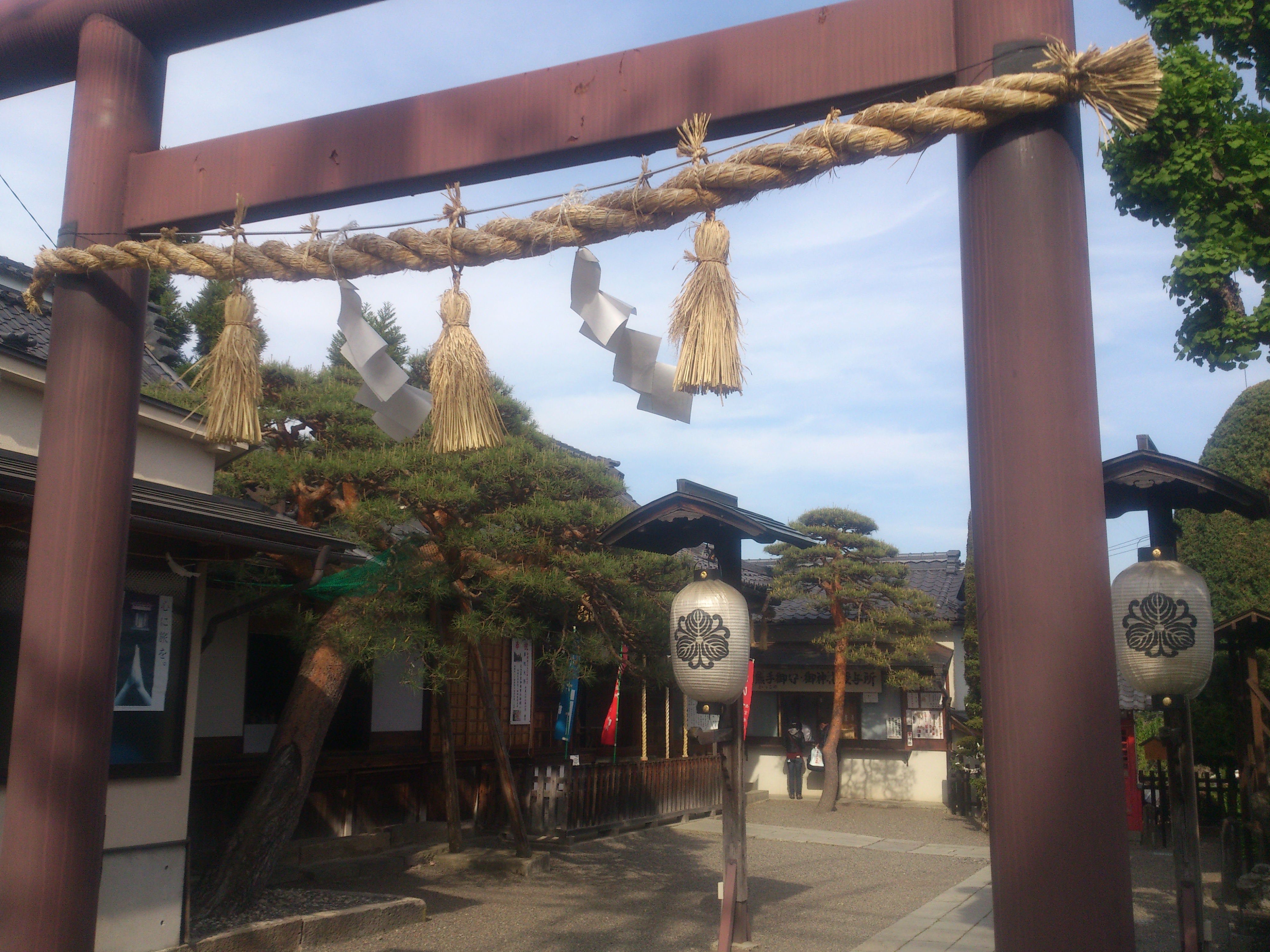
西宮神社
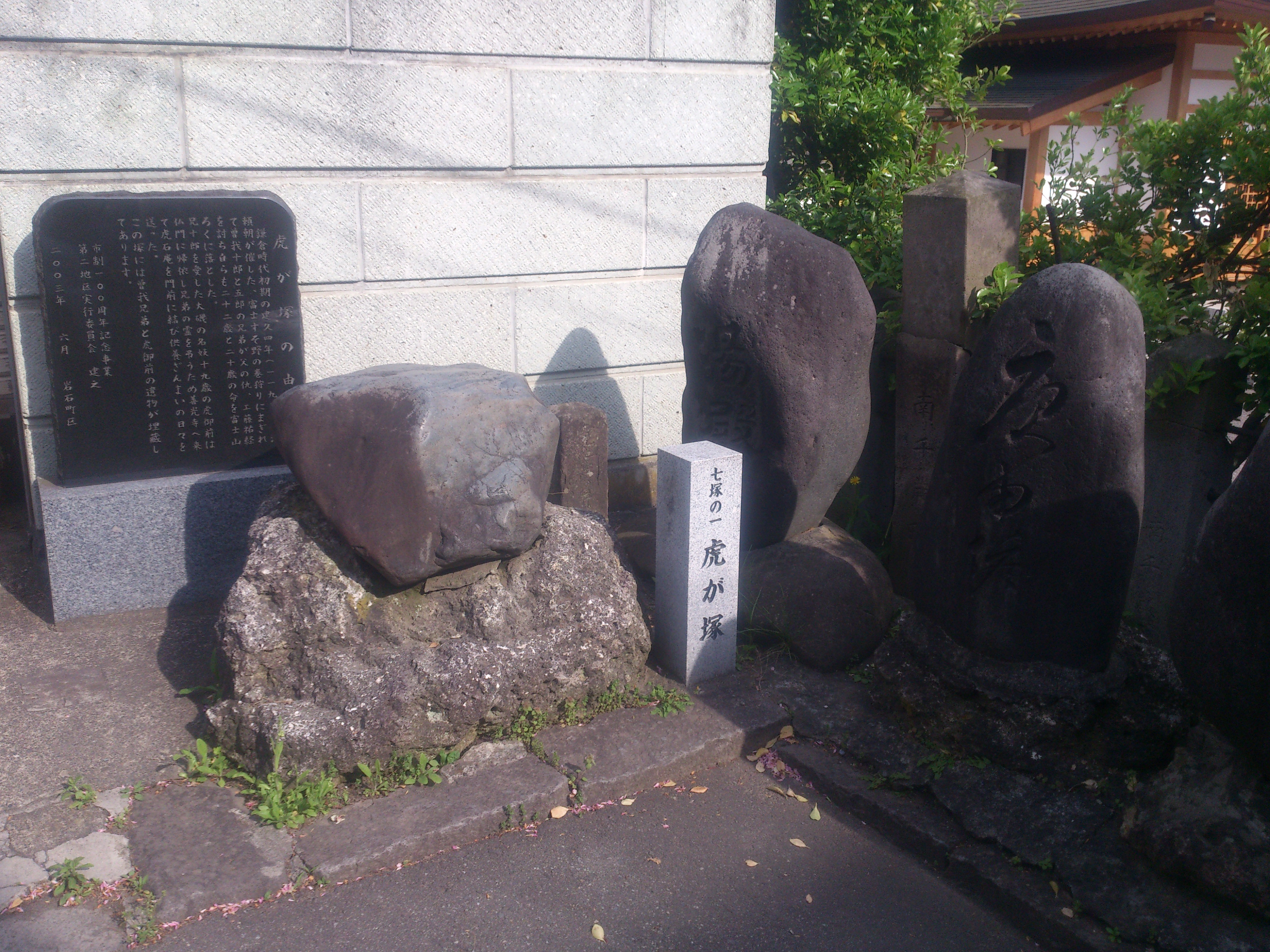
虎が塚（虎御前石）

## 狐池
狐池（きつねいけ）は、善光寺の西の山裾に広がる町。郵便番号は、380-0866。
周囲は以下の町丁と接する。
往生地の高台の崖下に位置する、閑静な住宅街。江戸時代には、善光寺界隈の商人の隠居所・別宅として利用されていた。町名は善光寺七池の一つ「狐池」に由来する。
地区内の人口および世帯数は、76世帯 159人（令和5年3月1日現在）。

### 交通
町内に公共交通機関は走っていないが、やや歩くと善光寺近辺を走る路線バスが利用できる。

### 施設
- 諏訪社 - 祭神は健御名方命。往生地台地の崖の下にあり、狐池区の産土神[15]。
  - 狐池（諏訪池） - 善光寺七池の一つ。

## 栄町
栄町（さかえちょう）は、西方寺の北にある町。郵便番号は、380-0863。
横町通りの南に沿った小さな町。周囲は以下の町丁と接する。
1874年（明治7年）までは、善光寺七院の一つ・阿弥陀院真光寺（善光寺地震により焼失）に因んで阿弥陀院町と呼ばれており、善光寺町八町のうち西町の枝町であった。大正時代においては卸商が多かったという。
地区内の人口および世帯数は、31世帯 58人（令和5年3月1日現在）。

### 御祭礼屋台
弥栄神社（上西之門町）御祭礼で屋台巡行をする御祭礼町20町の一つであるが、現在は参加していない。
1903年（明治36年）に作られた白木造りの本屋台を有していて、現在は解体保存されている。

### 交通
町内に公共交通機関は走っていないが、善光寺近辺を走る路線バスが利用できる。

## 桜枝町
桜枝町または櫻枝町（さくらえちょう）は、善光寺の西に広がる町。郵便番号は、380-0862。
周囲は以下の町丁と接する。

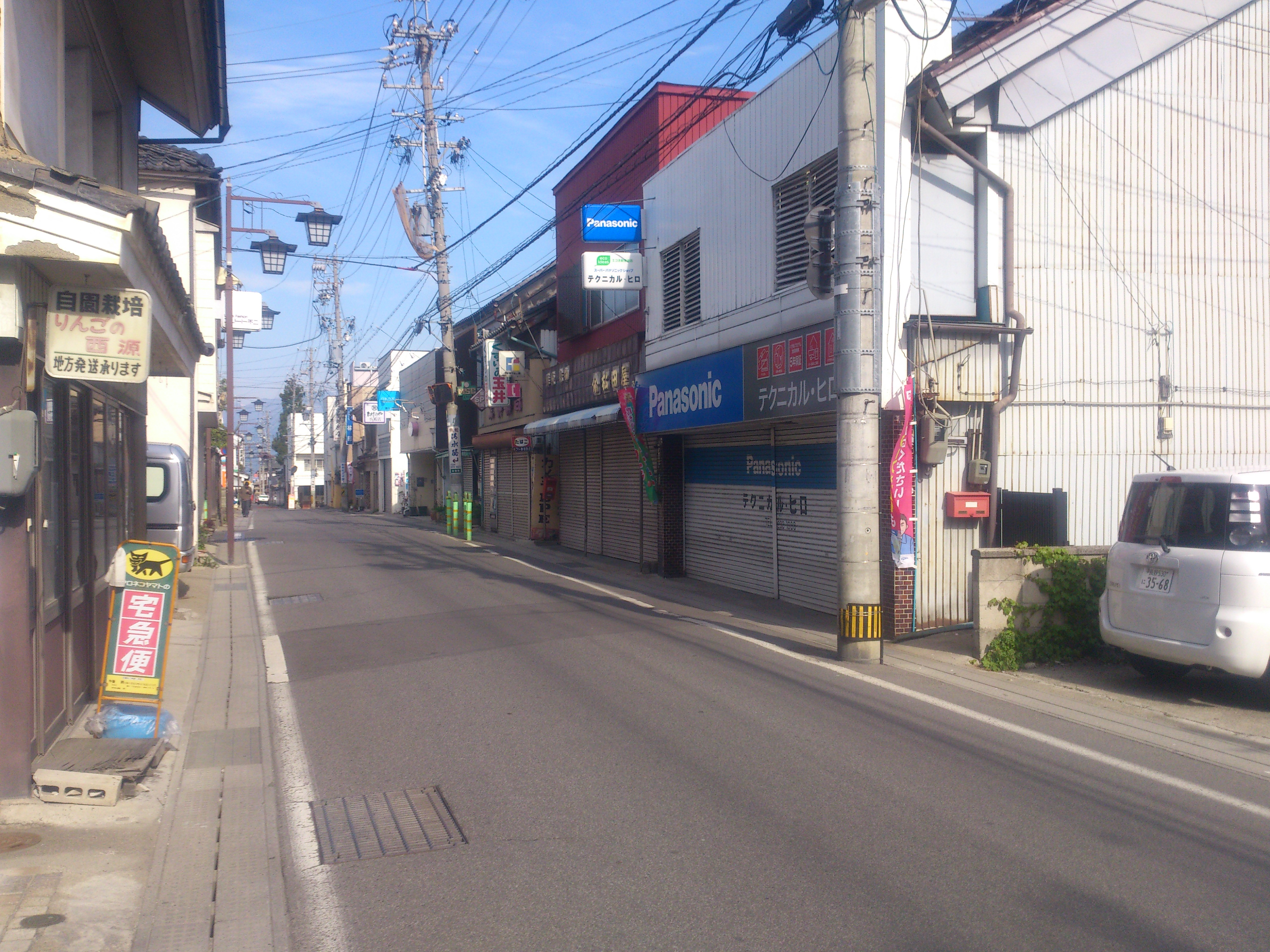
桜枝町商店街（桜小路）

町の中央部を桜枝町通り（桜小路）が横切る。この桜枝町通りは古くは西山（鬼無里・戸隠）方面から善光寺へと向かう街道（大町街道）の起点であったため、各村からの生産物が集まり、大いに賑わった。路線バスの発達に伴い衰えたが、現在でも通り沿いに多くの古い商店が軒を連ね、往時の活気を思わせる。
1874年（明治7年）までは櫻小路（さくらこうじ）と呼ばれており、善光寺町のうち町年寄が治める「八町」の一つであった。枝町として上西之門町を治めていた。江戸時代〜明治時代ごろにかけては、当町北東（現在の長野信用金庫桜枝町支店東側の南北の通り）に安良町（あらまち）という町があった。
地区内の人口および世帯数は、264世帯 448人（令和5年3月1日現在）。

### 御祭礼屋台
弥栄神社（上西之門町）御祭礼で屋台巡行をする御祭礼町20町の一つであるが、現在は参加していない。
1895年（明治28年）に作られたケヤキ造りの屋台を有していて、現在は解体保存されている。

### 交通
町内に公共交通機関は走っていないが、やや歩くと善光寺近辺を走る路線バスが利用できる。
以前は川中島バスの中回り線が通っており、町内には桜枝町停留所・山屋前停留所が置かれていたが、1991年（平成3年）に廃止された。

### 施設
- 長野信用金庫 桜枝町支店
- 長野桜枝郵便局
- 三原屋商店 - 1872年～1877年頃の建築。醬油味噌醸造業。
- 天神社 - 祭神は菅原道真公・宇気持命・保食命。桜小路（桜枝町）の産土神。1908年（明治41年）、町内の無格社飯綱社と社宮司社の2社を合祀して三神社と称したが、1948年（昭和23年）3月、天神社として届け、1952年（昭和27年）天神社として再登録した[15]。

## 新町
新町（しんまち）は、善光寺の南東にある町。郵便番号は、380-0853。
善光寺東参道の両側に広がる部分と、その北東の旧北国街道（相ノ木通り）沿いの崖下に細長く伸びる部分を町域とする。周囲は以下の町丁と接する。
古くは現在の善光寺本堂付近に北之門町（きたのもんちょう）としてあり、善光寺本堂は現在よりもやや南にあった。善光寺本堂が現在地に移転するにあたり、1694年（元禄7年）に北之門町は伊勢町の東の東参道沿いに移転し、新町と名を改めた。この際に、もともと当地にあった河原崎町（かわらざきまち）は北東、旧北国街道に沿った城山の崖下に移転している。その後、1987年（昭和62年）5月1日に地方自治法に基づき小字が大字長野字新町に改められ、河原崎町の名は消滅している。江戸時代には、善光寺町のうち町年寄が治める「八町」の一つであり、枝町として伊勢町を治めていた。明治初期には御祭礼町の一つであったが、現在では外れている。
地区内の人口および世帯数は、140世帯 281人（令和5年3月1日現在）。

### 交通
町内に公共交通機関は走っていないが、長野電鉄長野線 善光寺下駅のほか長野大通りを走る路線バスが利用できる。

### 施設
- アルピコタクシー長野支社 善光寺下営業所 - 旧宇都宮乗用自動車商会（宇都宮タクシー） 本社

## 大門町
大門町（だいもんちょう）は、善光寺の南に広がる町。郵便番号は、380-0841。
町の中央部を中央通り（表参道）が南北に貫き、国道406号（鬼無里街道）が横切る。周囲は以下の町丁と接する。

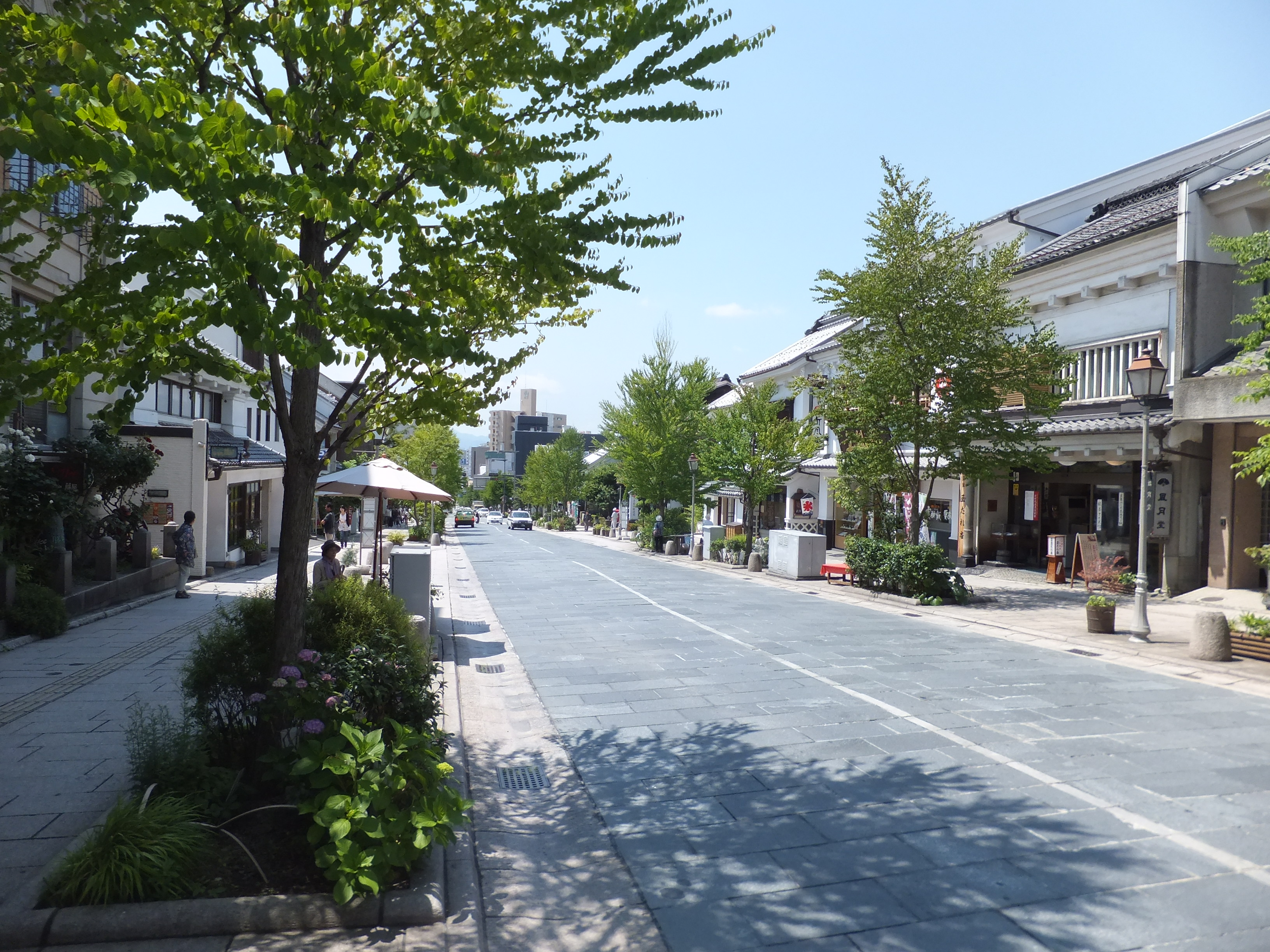
大門町内の中央通り（表参道）

善光寺の表玄関となる町であり、表参道沿いに多くの土産物店や旅館、飲食店が軒を連ね、観光客で賑わいを見せる。2001年（平成13年）には、空き店舗1軒が売却されるのをきっかけに、ビルなどの建設を防ぐべく一帯を土蔵などを活かした回遊型の商業施設「ぱてぃお大門 蔵楽庭」がオープン。新たな観光スポットとして人気を博している。
江戸時代には善光寺町のうち町年寄の治める「八町」の一つであった。旅籠の営業を独占する特権を与えられており、善光寺宿の本陣（御本陳藤屋旅館）のほか30軒ほどの旅籠があった。東之門町にあった木賃宿や権堂町の水茶屋が旅籠のごとく営業するのに対して、しばしば訴訟を起こしたという。古くは町の南東付近（新小路の中程から鐘鋳川方面）を前坂町と呼んだ。
地区内の人口および世帯数は、45世帯 92人（令和5年3月1日現在）。

### 御祭礼屋台
弥栄神社（上西之門町）御祭礼で屋台巡行をする御祭礼町20町の一つである。1914年（大正3年）までは大門町上と大門町南に分かれて参加していた。
大門町上から受け継いだ大正初期制作の白木造り踊り屋台と、大門町南から受け継いだ明治初期制作の底抜けの囃子屋台を有していて、2台1対で曳行する。

### 交通
路線バス
大門交差点を中心にアルピコ交通（川中島バス）・ぐるりん号の善光寺大門停留所・大門南（善光寺入口）停留所ののりばがあり、以下の路線系統が利用できる。以前は現在の大門町営駐車場の位置に大門発着所があり、長野市のバスターミナルとして機能していた。
- アルピコ交通（川中島バス）
  - 高速 善光寺大門 - 新宿
  - 高速 善光寺大門 - 名古屋
  - 10 長野駅 - 善光寺大門
  - 11 松岡 - 長野駅 - 宇木
  - 16 長野駅 - 若槻団地 - 若槻東条
  - 17 長野駅 - 浅川西条 - 若槻東条
  - 26 善光寺大門 - 信州新町
  - 27 善光寺大門 - 高府
  - 70急 長野駅 - 戸隠高原
  - 73 長野駅 - 戸隠中社
  - 74 長野駅 - 鬼無里
- ぐるりん号
  - C 市街地循環ぐるりん号

### 施設
- 長野市道路元標
- かどの大丸 - そば店
- 八幡屋礒五郎本店 - 「善光寺詣りの手形」として有名な七味唐辛子店
- THE FUJIYA GOHONJIN（御本陳藤屋旅館） - 加賀前田家の常宿で、伊能忠敬・伊藤博文・福沢諭吉・渋沢栄一らも訪れた老舗旅館。善光寺七福神の一つ（布袋）。現在はレストラン、結婚式場
- 善光寺郵便局 - もと池波正太郎ゆかりの老舗旅館だった「五明館」の建物を活用している
- 藤屋別館「平五郎」 - こちらも「五明館」跡に立地する。THE FUJIYA GOHONJINが運営する洋菓子店・カフェ
- 八十二銀行 大門町支店
- ぱてぃお大門蔵楽庭
- 旧信濃中牛馬合資会社社屋 - 1912年に完成した建物。現在、楽茶れんが館として利用されている。

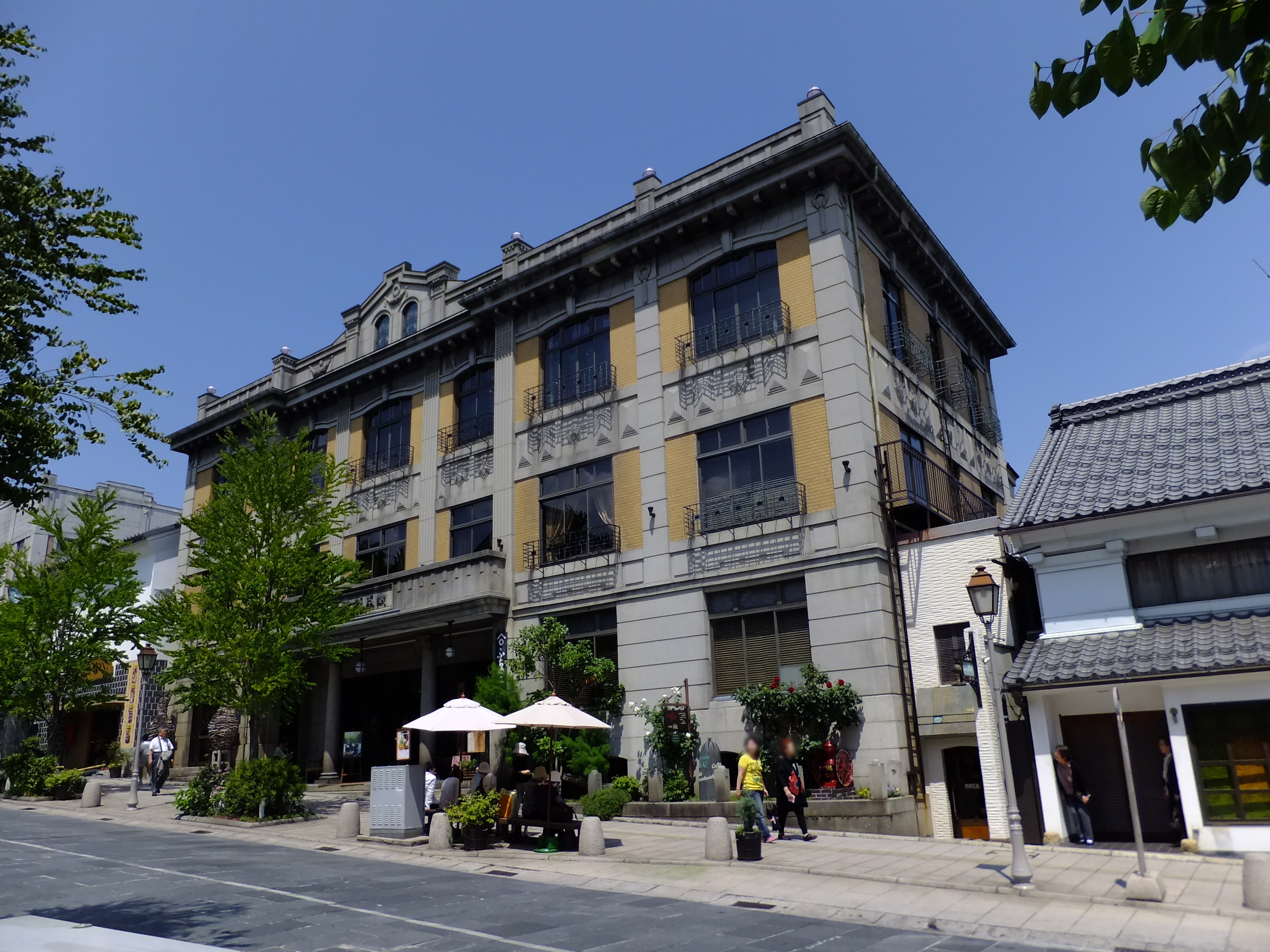
THE FUJIYA GOHONJIN（御本陳藤屋旅館）
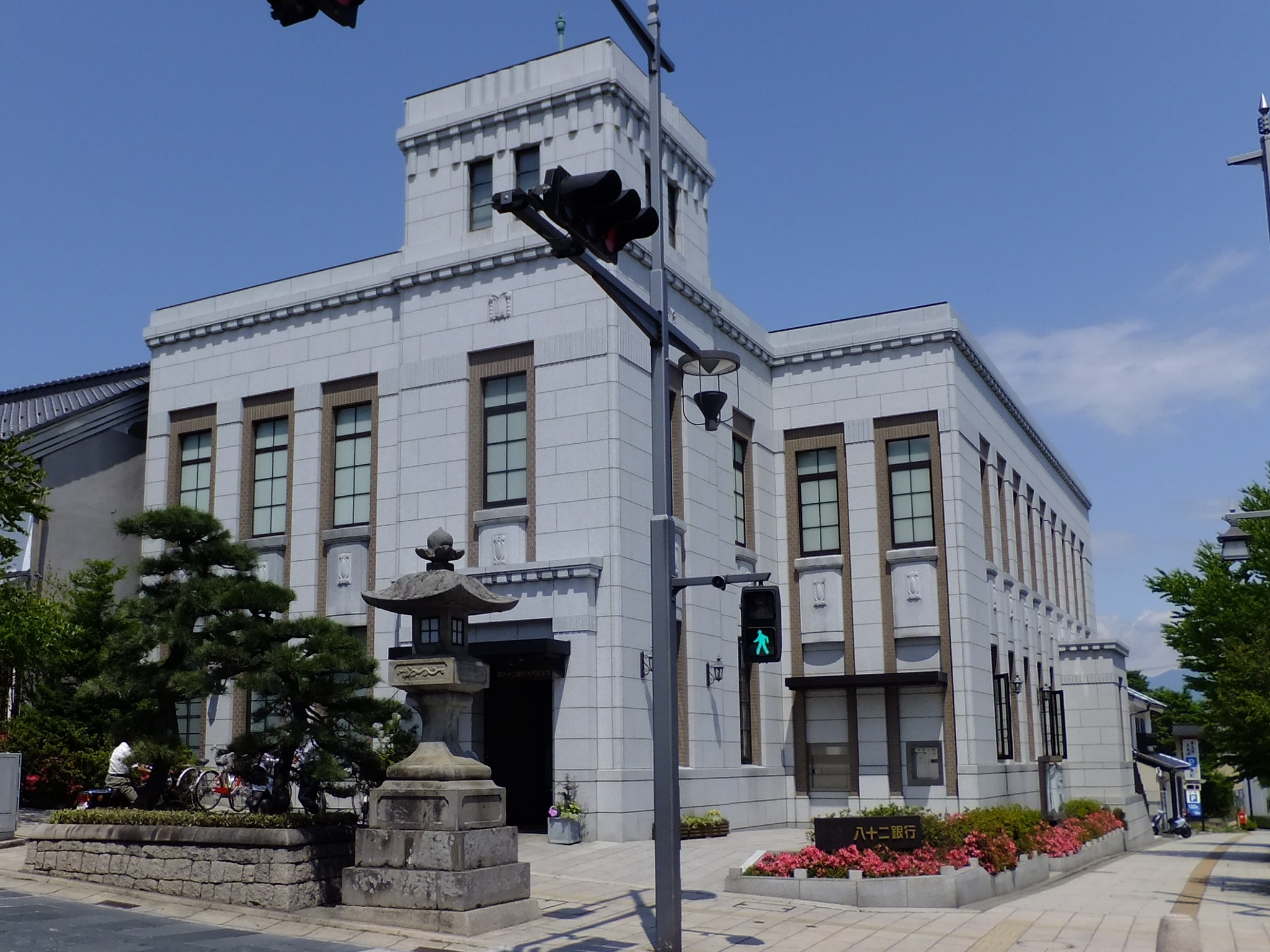
八十二銀行 大門町支店
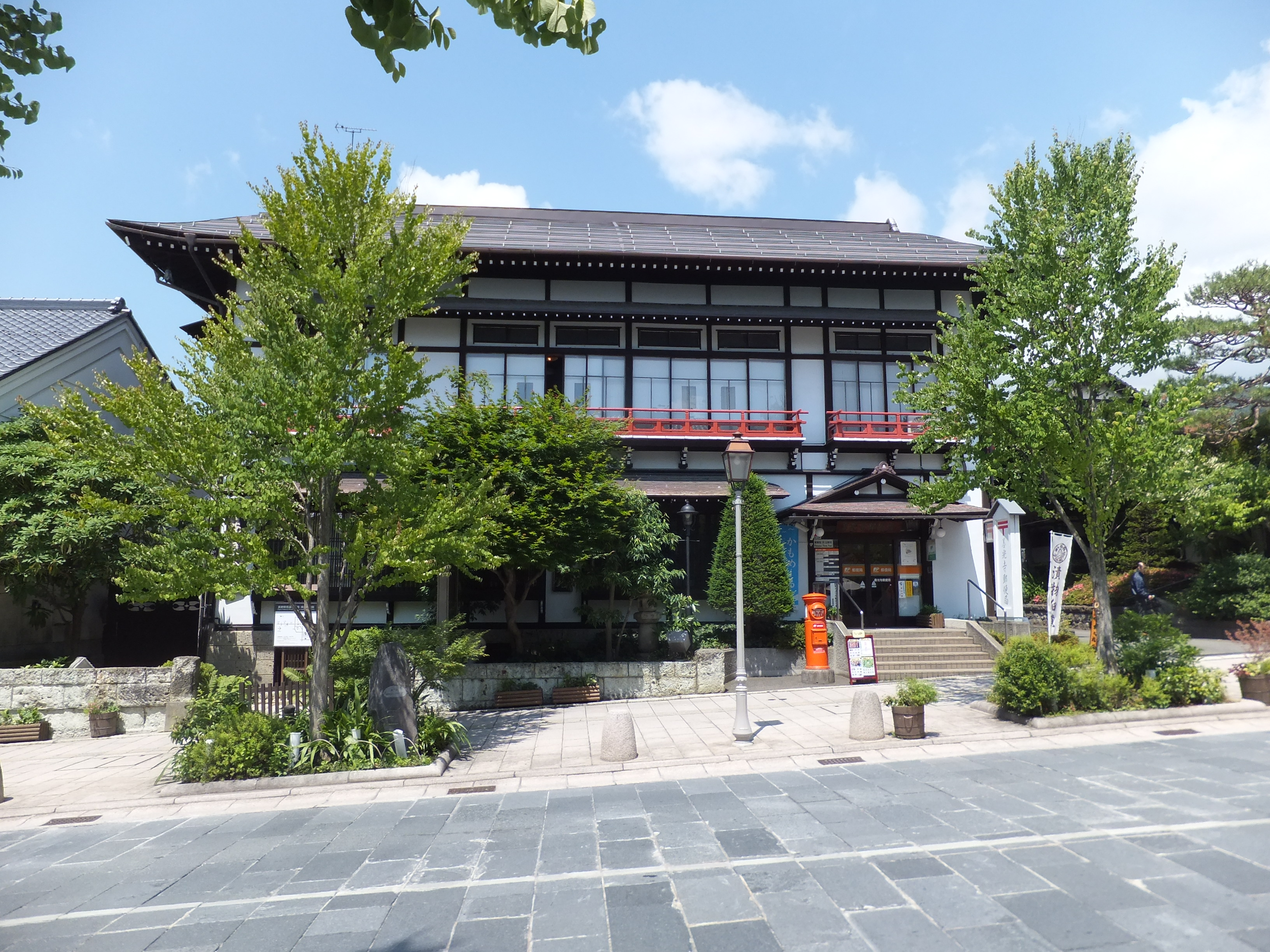
善光寺郵便局
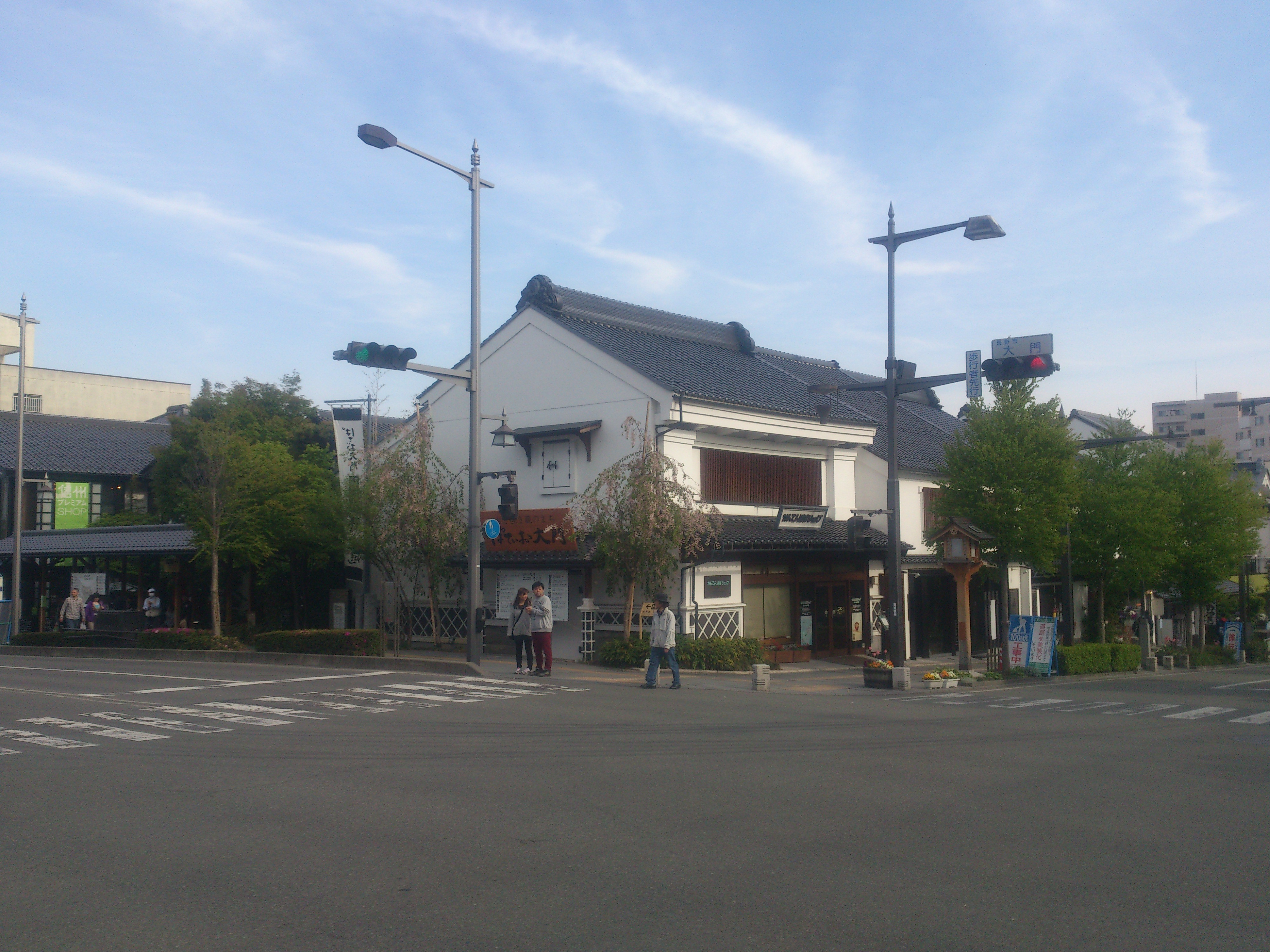
ぱてぃお大門蔵楽庭

## 立町
立町（たつまち）は、信州大学教育学部の北東にある町。郵便番号は、380-0864。
横町通りに沿った、東西に細長い町である。周囲は以下の町丁と接する。
江戸時代には、善光寺町のうち大本願が治める「両御所前」（御門前）の一つであり、町年寄の支配から独立していた。明治になり西長野町（現在の信州大学教育学部の地）に県庁が置かれ、この近辺が官庁街となった時代には、松本地方裁判所長野支庁が置かれていた。また1902年（明治35年）までは、上水内郡役所が置かれていた。明治10年代には、当町北東（現在の「西之門よしのや」北側の通り）に神明町（しんめいちょう）という町があった。
地区内の人口および世帯数は、63世帯 114人（令和5年3月1日現在）。

### 交通
町内に公共交通機関は走っていないが、善光寺近辺を走る路線バスが利用できる。

### 施設
- 耕雲庵

## 長門町
長門町（ながとちょう）は、長野市立図書館を中心に広がる町。郵便番号は、380-0843。
周囲は以下の町丁と接する。
町内にある長野天神社（天満宮・天神社）に因んで1874年（明治7年）までは天神宮町（てんじんみやまち）と呼ばれており、善光寺町八町のうち西町の枝町であった。町内に「下長野」という小字があるようにかつて長野町とも呼ばれ、のちに県名ともなる「長野」の発祥地である。しかし、水内郡長野町が発足するにあたり、当町は1字変えて「長門町」となった。明治初期には御祭礼町の一つであったが、現在では外れている。
地区内の人口および世帯数は、80世帯 142人（令和5年3月1日現在）。

### 交通
町内に公共交通機関は走っていないが、中央通りを走る路線バスが利用できる。

### 施設
- 長野市立長野図書館
- 長野県警察体育館

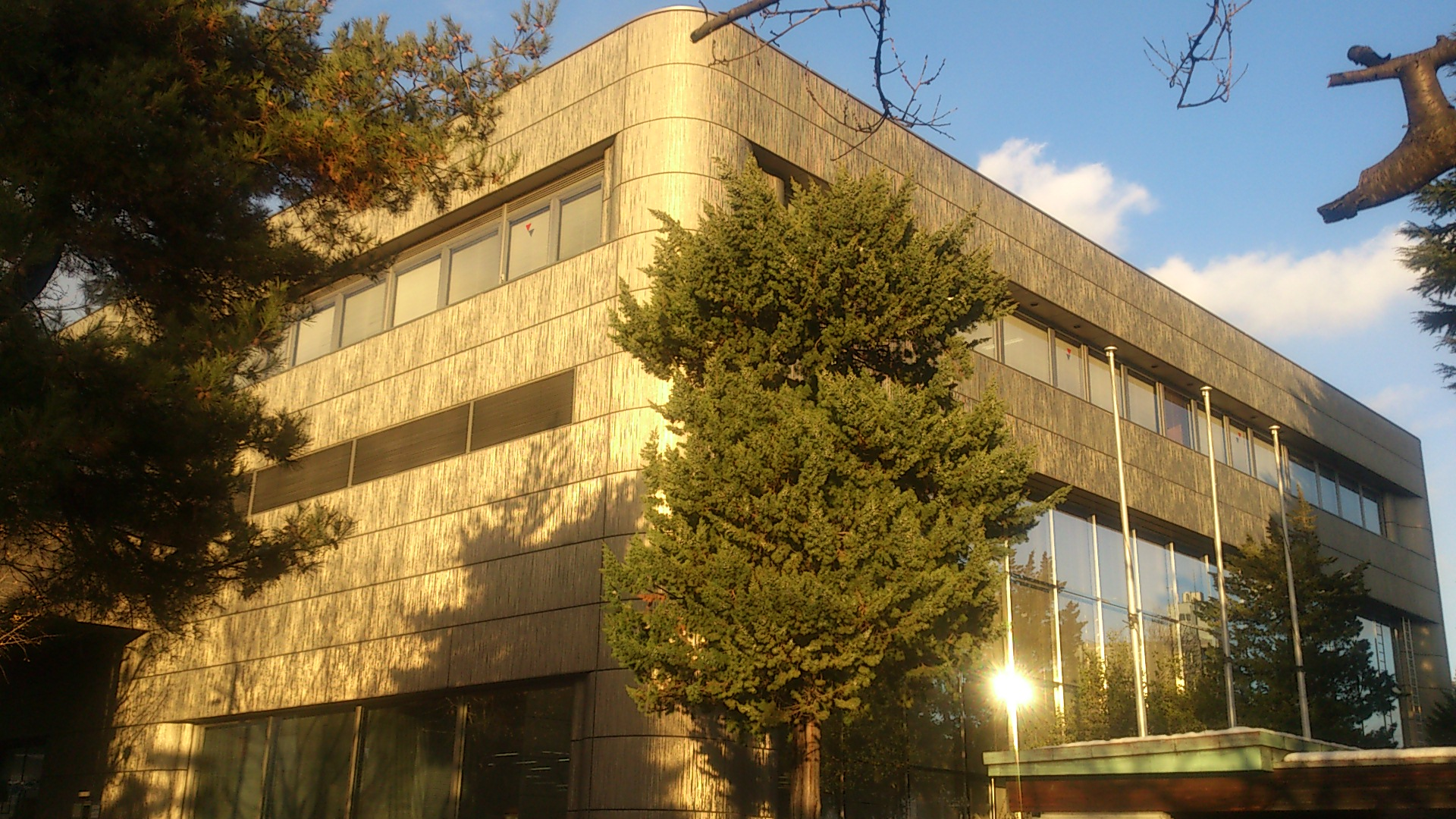
長野市立長野図書館

- 天神社 (長野市長門町) - 祭神は菅原道真公。もともと西町の上角にあったが、火災にあったので1737年（元文2年）西町庄屋の佐治兵衛が現在地に移したという。西町上・南・長門町で奉祀。境内社に金毘羅社がある[15]。

## 西之門町
西之門町（にしのもんちょう）は、善光寺の西南にある町。郵便番号は、380-0857。
善光寺堂庭（元善町）の西側に沿った町である。町域の半分は、清酒工場を核にした観光施設「善光寺外苑西之門」（西之門よしのや）で占められる。周囲は以下の町丁と接する。
（旧）西之門町から上西之門町を分けて成立した町であり、明治期までは下西之門町（しもにしのもんちょう）と呼ばれていた。善光寺町八町のうち西町の枝町であった。
地区内の人口および世帯数は、17世帯 39人（令和5年3月1日現在）。

### 御祭礼屋台
弥栄神社（上西之門町）御祭礼で屋台巡行をする御祭礼町20町の一つであるが、現在は参加していない。
1893年（明治26年）に作られた底抜けの踊り屋台を有していて、現在は解体保存されている。

### 交通
町内に公共交通機関は走っていないが、善光寺近辺を走る路線バスが利用できる。

### 施設
- 善光寺外苑西之門 - archive.today（2013年4月27日アーカイブ分）
  - 西之門よしのや - 清酒・味噌醸造、陶器

## 西町
西町（にしまち）は、善光寺の南西に広がる町。郵便番号は、380-0842。
町の中央部を国道406号（鬼無里街道）が東西に横切る。周囲は以下の町丁と接する。
江戸時代には、善光寺町のうち町年寄の治める「八町」の一つであった。枝町として天神宮町（現 長門町）・阿弥陀院町（現 栄町）・下西之門町（現 西之門町）を治めていた。後述する御祭礼屋台は大変豪華なもので、当時の西町の経済力を示している。町名は、大門町の西に並行する町であることに由来する。
1871年（明治4年）に中野県を廃して長野県が置かれた際には、町内にある西方寺が県庁仮庁舎とされた。大正時代ごろまでは古着屋が多く集まり「古着屋町」と呼ばれたという。
地区内の人口および世帯数は以下の通り（令和5年3月1日現在）。
|        | 世帯数 | 人口  |
| ------ | ------ | ----- |
| 西町上 | 27世帯 | 46人  |
| 西町南 | 41世帯 | 95人  |
| 計     | 68世帯 | 141人 |

### 御祭礼屋台
西町上は弥栄神社（上西之門町）御祭礼で屋台巡行をする御祭礼町20町の一つであるが、現在は参加していない。
1793年（寛政5年）に作られた総黒漆塗りの屋台を有していて、現在は長野市立博物館で展示されている。

### 交通
町内に公共交通機関は走っていないが、中央通りを走る路線バスが利用できる。

### 施設

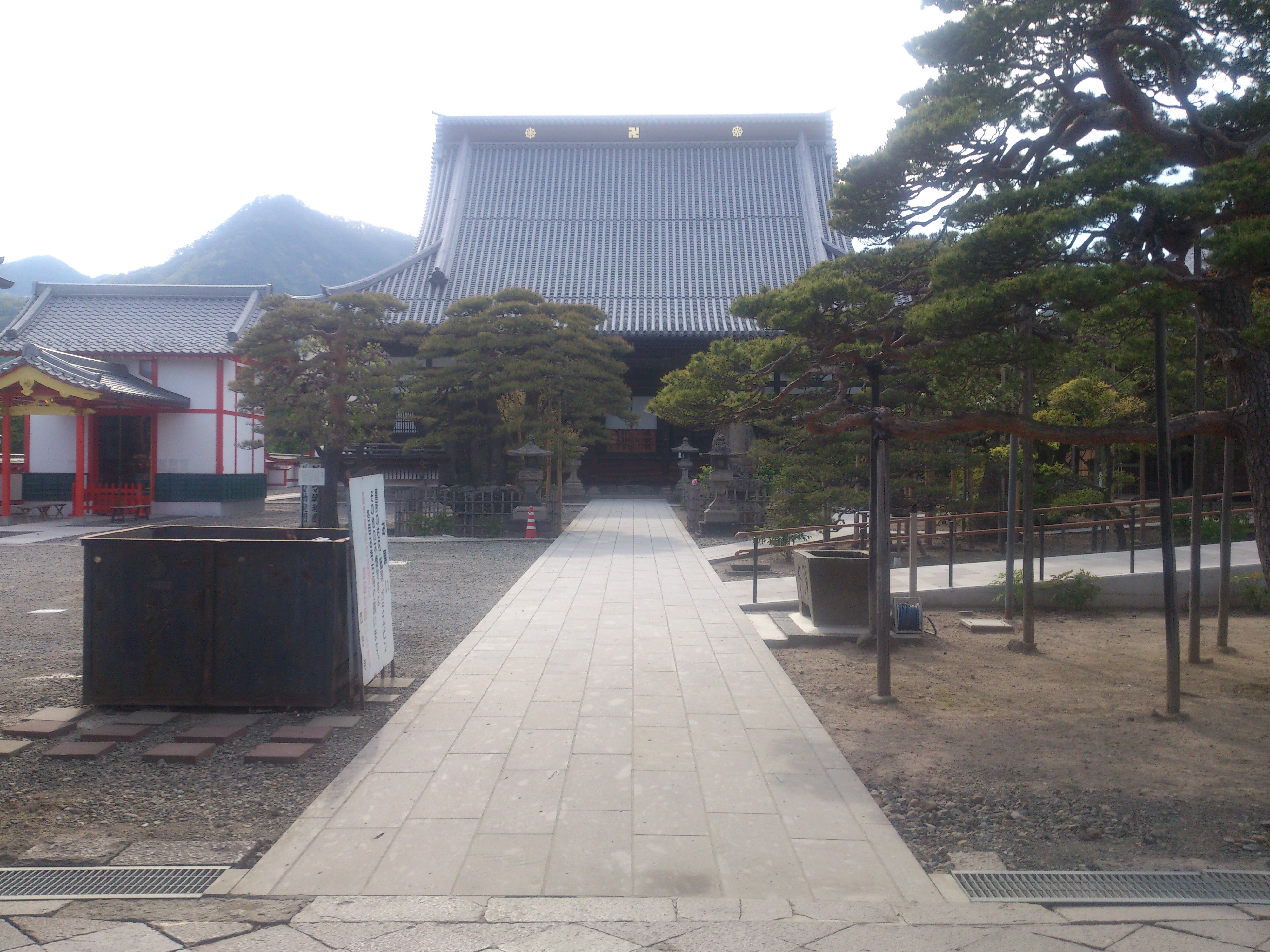
西方寺

- 西方寺 - 1871年（明治4年）〜1874年（明治7年）、長野県庁の仮庁舎となった
- 高市神社 - 祭神は高市大神。西方寺門前にある。西町上区が祭祀を行っている。西町が繁昌していた頃の名残りである[17]。

## 箱清水
箱清水（はこしみず）は、善光寺の北の山裾に広がる町。城山公民館付近を残して住居表示が実施されており、箱清水一・二・三丁目がある。郵便番号は、380-0801。
町の中央部を桜坂が南北に貫く。善光寺の北側の斜面に広がる町である。周囲は以下の町丁と接する。
町名は、善光寺七清水の一つ「箱清水」（箱清水二丁目）に由来する。江戸時代には善光寺領の水内郡箱清水村であり、1871年（明治8年）に水内郡長野町に編入された。1900年（明治33年）には、当時認められて間もなかった弥生土器が県立長野高等女学校（現 長野県長野西高等学校）の建設現場（箱清水三丁目）から出土し、「箱清水式土器」と名付けられた。箱清水式土器は上田市などでも見つかっていて、千曲川流域の広い範囲に発達した弥生時代後期文化のものとされている。
鎌倉時代には深田郷（ふかだのごう）という郷名がみえる。現二丁目の中部には1916年（大正5年）に東之門町の神明下街の芸妓が集団移転し、深田町（ふかだまち）と名付けられ花柳街となった。花柳街は現存しないが、旧町名としてバス停などに深田町の名を残している。その深田町の東側の現一丁目には御幸町（みゆきちょう）という旧町名が残る。
地区内の人口および世帯数は以下の通り（令和5年3月1日現在）。
|                    | 世帯数  | 人口    |
| ------------------ | ------- | ------- |
| 箱清水一丁目       | 224世帯 | 455人   |
| 箱清水二丁目       | 536世帯 | 1138人  |
| 箱清水三丁目       | 183世帯 | 388人   |
| 大字長野（箱清水） | 0世帯   | 0人     |
| 計                 | 943世帯 | 1,981人 |

### 交通
路線バス
長野県道37号長野信濃線を走るアルピコ交通（川中島バス）の以下の路線系統が利用できる。
- アルピコ交通（川中島バス）
  - 11 松岡 - 長野駅 - 宇木
  - 16 長野駅 - 若槻団地 - 若槻東条
  - 17 長野駅 - 浅川西条 - 若槻東条
  - 70急 長野駅 - 戸隠高原

### 施設

#### 箱清水一丁目
- 城山公園
- 長野県立美術館
- 長野地方気象台
- 長野清泉女学院高等学校
- 長野県神社庁
- 健御名方富命彦神別神社（水内大社）
- 三峰神社 - 1891年（明治24）年5月・6月と長野を大火が襲ったので、城山町（御幸町）は火難避けのため三峰神社を勧請することにした。あちこち移ったのち、1920年（大正9年）に現在地に移り、石祠をつくって本尊を安置した。1957年（昭和32年）に社務所が新築され、御幸町公民館を兼ねている[14]。

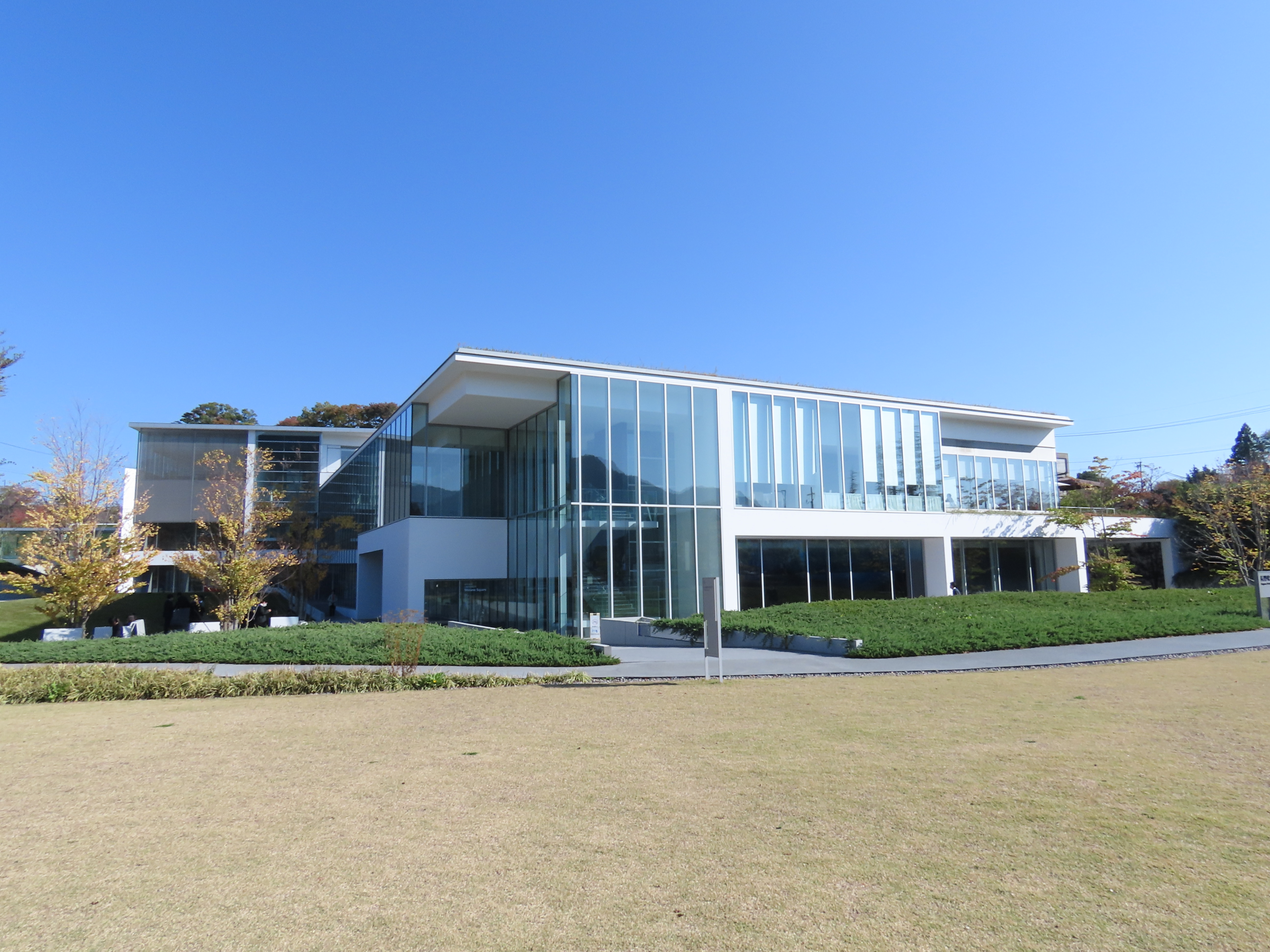
長野県立美術館
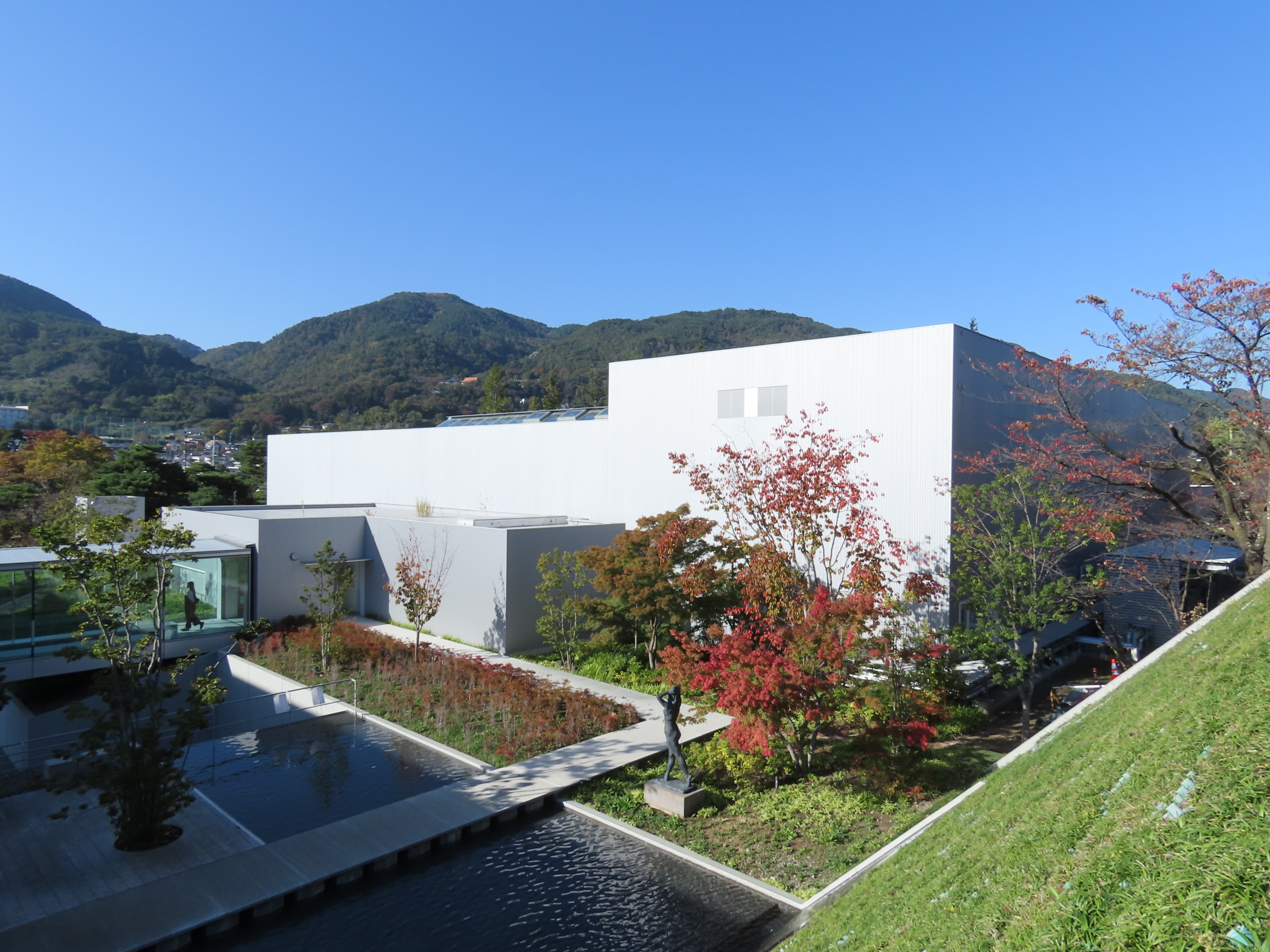
東山魁夷館
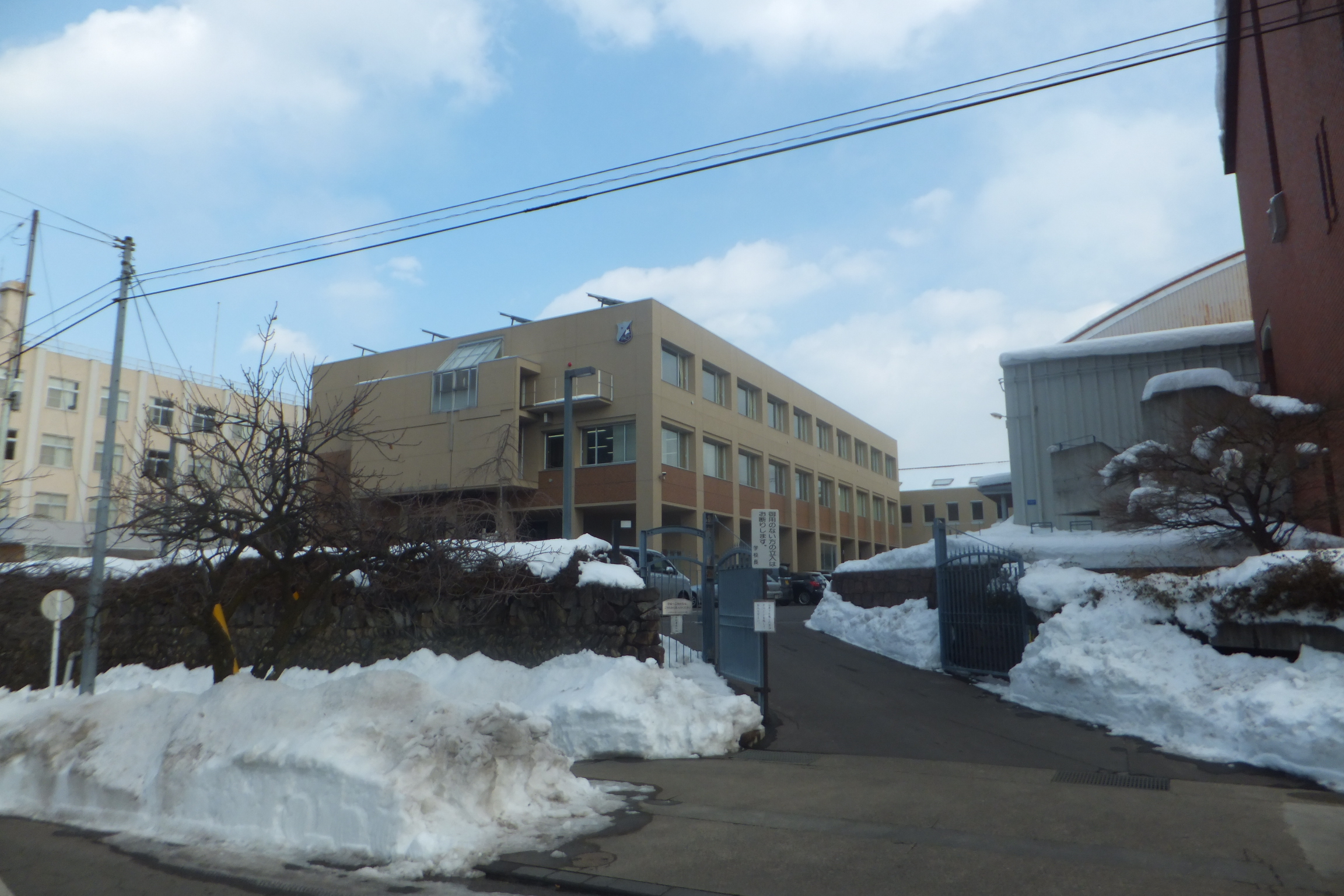
長野清泉女学院高等学校
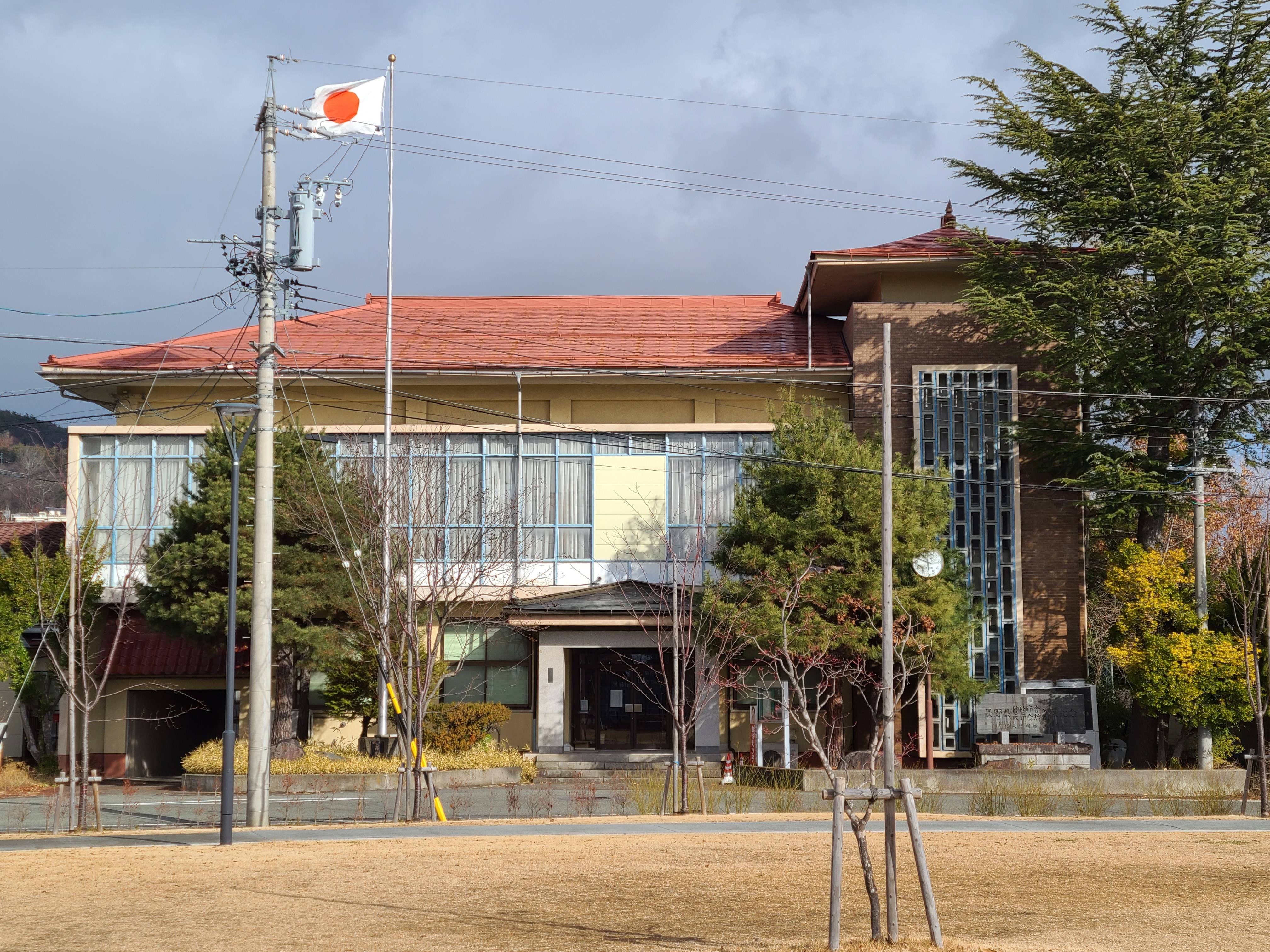
長野県神社庁
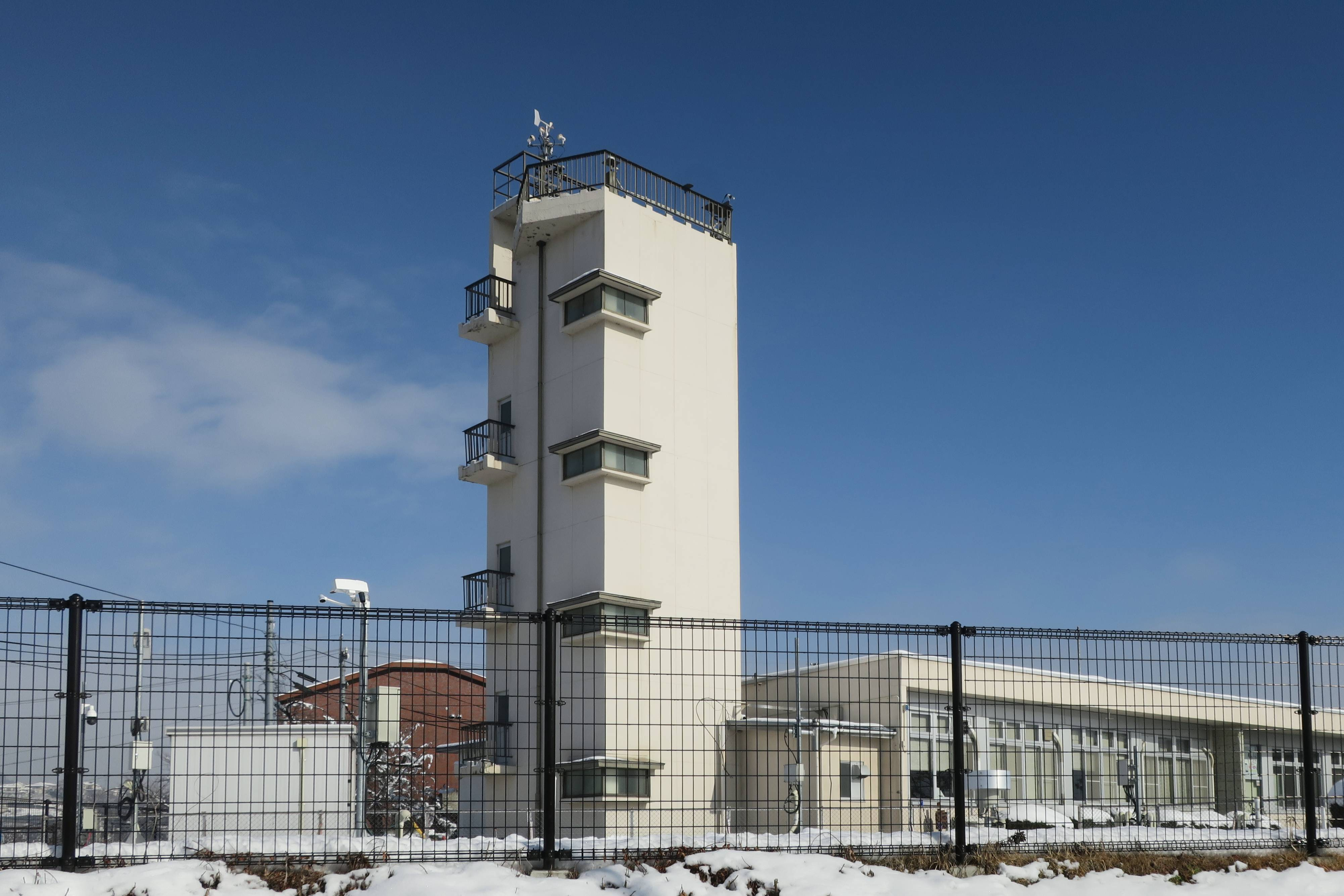
長野地方気象台

#### 箱清水二丁目
- 城山本願寺
- 千鳥ヶ池
- 箱清水
- 長野箱清水郵便局

#### 箱清水三丁目
- 長野県長野西高等学校
  - 箱清水遺跡 - 1900年（明治33年）に弥生土器「箱清水式土器」が出土
- 湯福神社 - 善光寺三鎮守、善光寺七社の一つ
- 東京大学地震研究所信越地震観測所
- 伊勢社 - 祭神は天照皇大神。箱清水の産土神。1786年（天明6年）善光寺徳寿院から伊勢・八幡・春日三神の神像を寄進され、地蔵堂の前に安置した。のち、八幡は高田へ、春日は赤沼に送り、伊勢社を祀った。お告げにより裏山の峰に移し、1789年（寛政元年）から村内四組からそれぞれ当番を決めて祭礼を行うようになった。この年から祭礼の記録が残っており、産土神を中心にして村がまとまっていくことがわかる。1910年（明治43年）山神社を合併した[17]。
- 御嶽山神社 - 祭神は国常立命・大巳貴命・少名彦命。往生地村の御嶽行者が文政年間（1818年～1830年）に建立。村方が管理し、運営は天神宮町竜樹院へ委託していた。その後、講中が世話して現在に至る[14]。
- 聞光寺
- 善光寺雲上殿
- 霊山寺 (長野市)

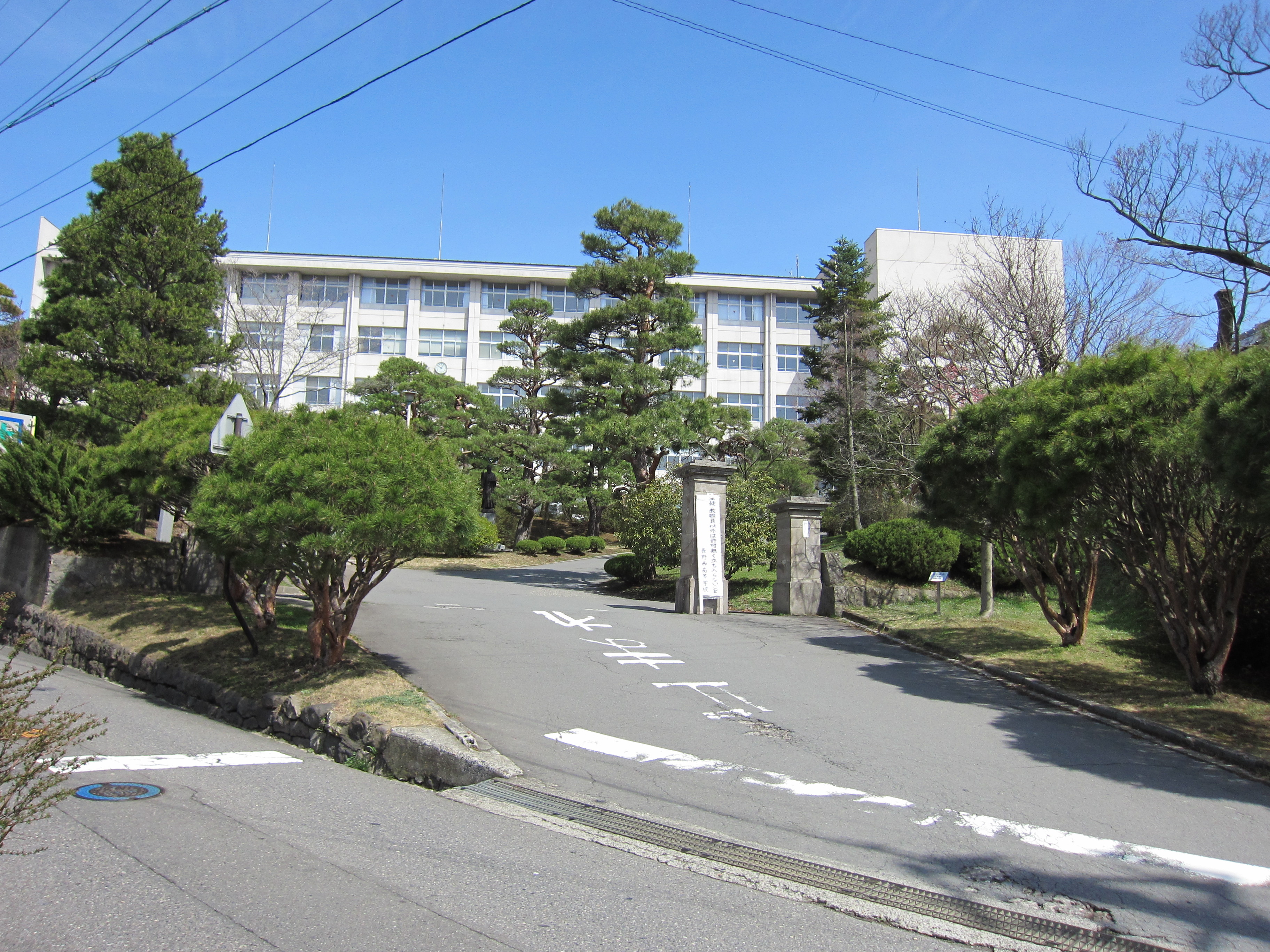
長野県長野西高等学校
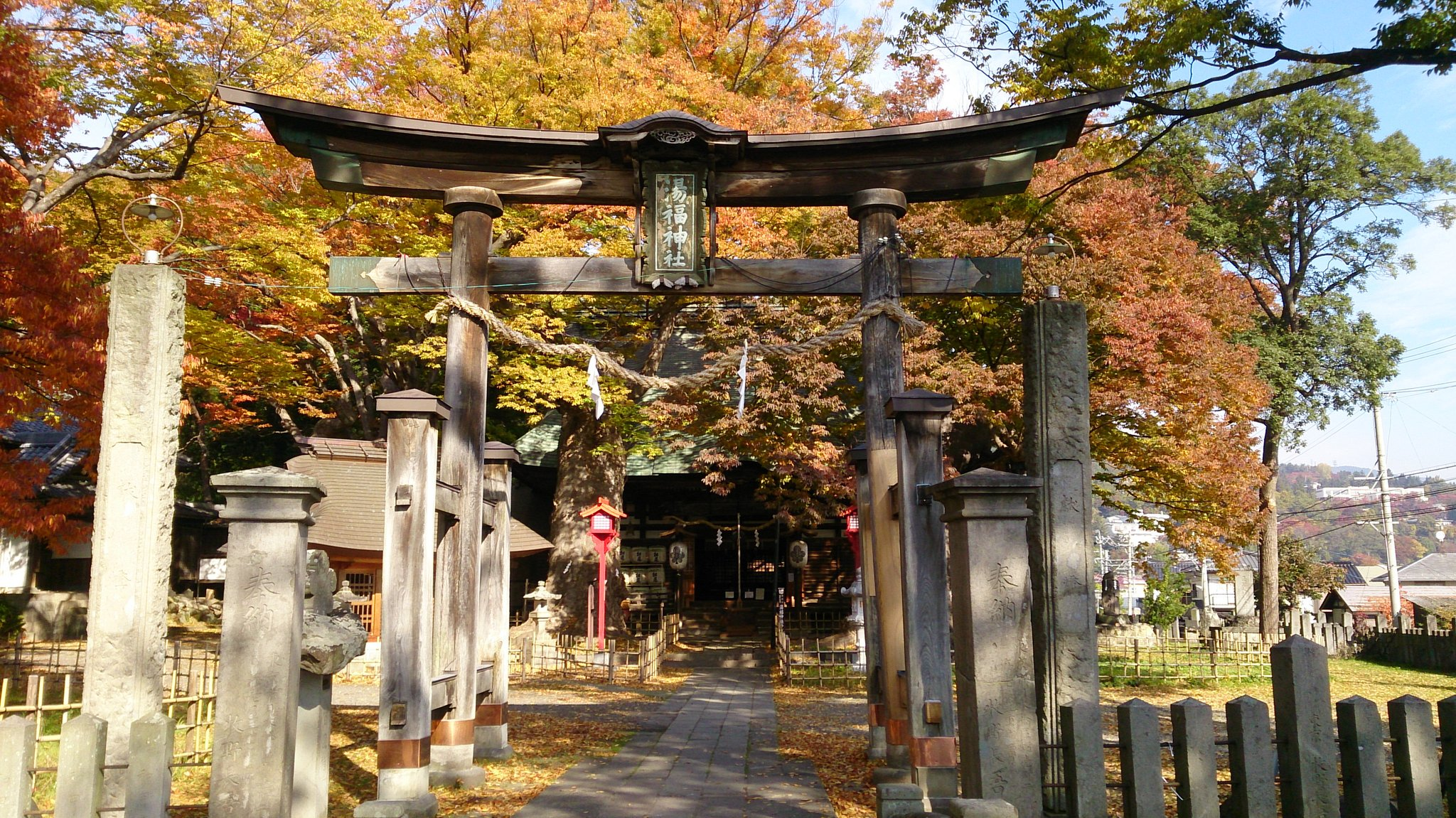
湯福神社

## 花咲町
花咲町（はなさきちょう）は、善光寺の西に広がる町。郵便番号は、380-0865。
町の中央部を西高通りが南北に貫く。周囲は以下の町丁と接する。
近隣に開かれた裁判所の裁判官や、役人・弁護士・司法書士の町として、1886年（明治19年）に横沢町から分かれて起立した。現在でも、町域の半分近くは、各公務員宿舎で占められる。
地区内の人口および世帯数は、163世帯 232人（令和5年3月1日現在）。

### 交通
町内に公共交通機関は走っていないが、やや歩けば善光寺近辺を走る路線バスが利用できる。

### 施設
- 上長野公務員宿舎
- 長野地方裁判所花咲町宿舎
- 法務省花咲北宿舎
- 長野地方検察庁花咲宿舎

## 東後町
東後町（ひがしごちょう）は、善光寺の南にある町。郵便番号は、380-0832。
町の西縁を中央通りが南北に通り、南部を権堂アーケードが東西に横切る。周囲は以下の町丁と接する。
中央通りに沿った細長い町で、観光客相手の飲食店や、マンションが立ち並ぶ。
江戸時代には、現在の西後町と併せて後町（ごちょう）と呼ばれており、善光寺町のうち町年寄の治める「八町」の一つであった。後町は長野村と妻科村にまたがっており、のち長野村後町が東後町となり、妻科村後町が西後町となった。後町という町名は、藤原定家の『明月記』安貞元年9月25日条に「善光寺近辺号後庁、為眼代之居所」とある通り、鎌倉時代に信濃国の後庁（御庁国衙）が置かれていたことに由来する。
地区内の人口および世帯数は、107世帯 198人（令和5年3月1日現在）。

### 御祭礼屋台
弥栄神社（上西之門町）御祭礼で屋台巡行をする御祭礼町20町の一つであるが、現在は参加していない。
1918年（大正7年）に作られた底抜けの踊り屋台を有していて、現在は解体保存されている。

### 交通
路線バス
中央通りを走るアルピコ交通（川中島バス）の以下の路線系統が利用できる。
- アルピコ交通（川中島バス）
  - 10 長野駅 - 善光寺大門
  - 11 大塚南 / 松岡 → 長野駅 → 宇木
  - 16 長野駅 - 若槻団地 - 若槻東条
  - 17 長野駅 - 浅川西条 - 若槻東条
  - 21 宇木 → 長野駅 → 大塚南 / 松岡
  - 26 信州新町 - 長野駅 - 善光寺大門
  - 27 高府 - 長野駅 - 善光寺大門
  - 70急 長野駅 - 戸隠高原
  - 73 長野駅 - 戸隠中社
  - 74 長野駅 - 鬼無里
  - 79 長野駅 - 滝屋

### 施設
- つるや - 酒饅頭で有名
- グランドハイツ表参道

## 東之門町
東之門町（ひがしのもんちょう）は、善光寺の東に広がる町。郵便番号は、380-0852。
善光寺堂庭（元善町）の東側に沿った町である。周囲は以下の町丁と接する。

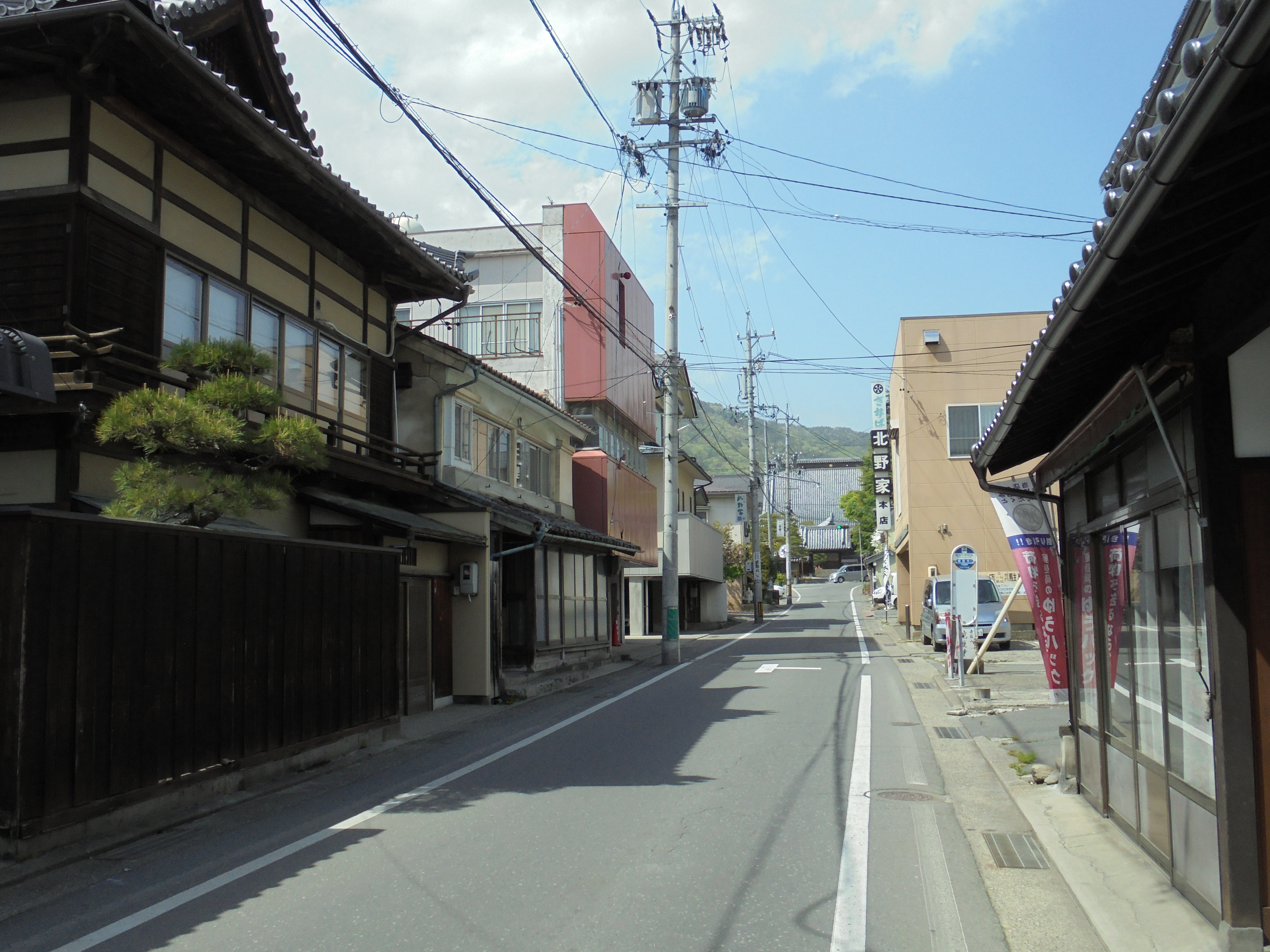
東之門通り

信州善光寺仲見世通りの東側に並行する東之門通りの両側を軸とした町だが、町域の北東が大きく広がっており、長野市立城山小学校の校地で占めている。城山小学校付近には、1894年（明治27年）〜1898年（明治31年）の間、長野町役場（明治30年から長野市役所）が置かれていた。
江戸時代には、善光寺町八町のうち横町の枝町であった。元禄年間から町内に木賃宿が立ち並び始めたが、当時旅籠営業の独占許可を得ていた大門町から訴訟を起こされ、26軒に制限されたという。また、かつては神明下（街）という花街があったが、1916年（大正5年）7月23日を以て深田町または権堂町に移転させられた。明治期には、北部を本町（もとまち）、南部を法然堂町（ほうねんどうまち）と呼んだようである。
地区内の人口および世帯数は、67世帯 122人（令和5年3月1日現在）。

### 御祭礼屋台
弥栄神社（上西之門町）御祭礼で屋台巡行をする御祭礼町20町の一つであるが、現在は参加していない。
大正末期に作られた二階建ての屋台を有していた。

### 交通
路線バス
町内を走るアルピコ交通（川中島バス）の以下の路線系統が利用できる。なお、善光寺周辺では路線バスは時計回りの一方向運行のため、長野高校方面に向かう場合は善光寺を挟んで反対側の横沢町等にまわる必要がある。
- アルピコ交通（川中島バス）
  - 11 長野駅・日赤・松岡ゆき
  - 16 長野駅ゆき
  - 17 長野駅ゆき
  - 70急 長野駅・長野バスターミナルゆき

### 施設
- 長野市立城山小学校
- 長野市立城山公民館
  - 別館 蔵春閣（閉館）
  - 長野市立城山公民館第二地区分館
- 懐石萬佳亭
- 伊勢社 - 1702年（元禄15年）に建立される。明治後は東之門町の産土神となった[14]。また、映画「転校生-さよなら あなた-」のロケ地となった。
- 寿福山無量院寛慶寺

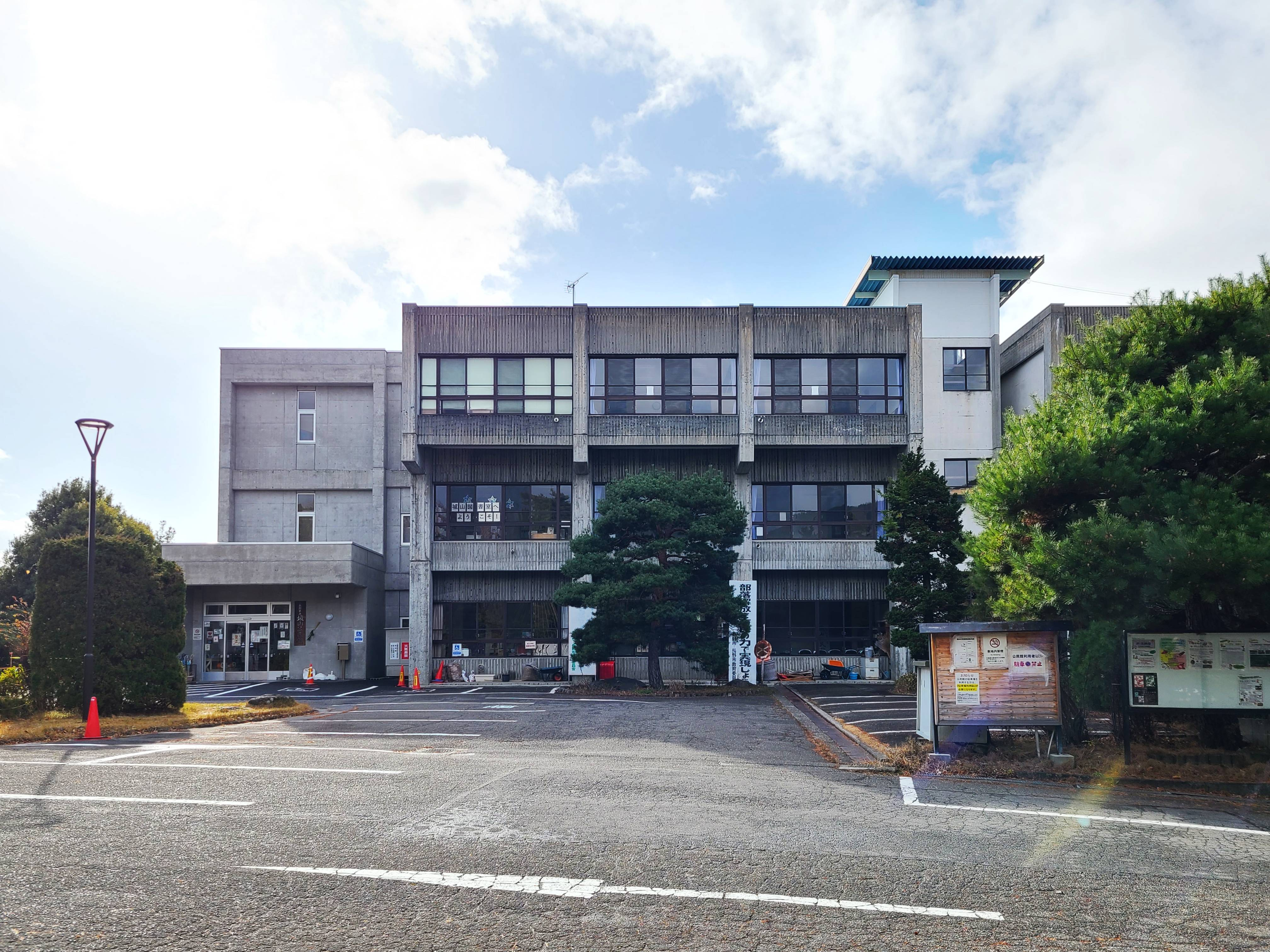
長野市立城山公民館
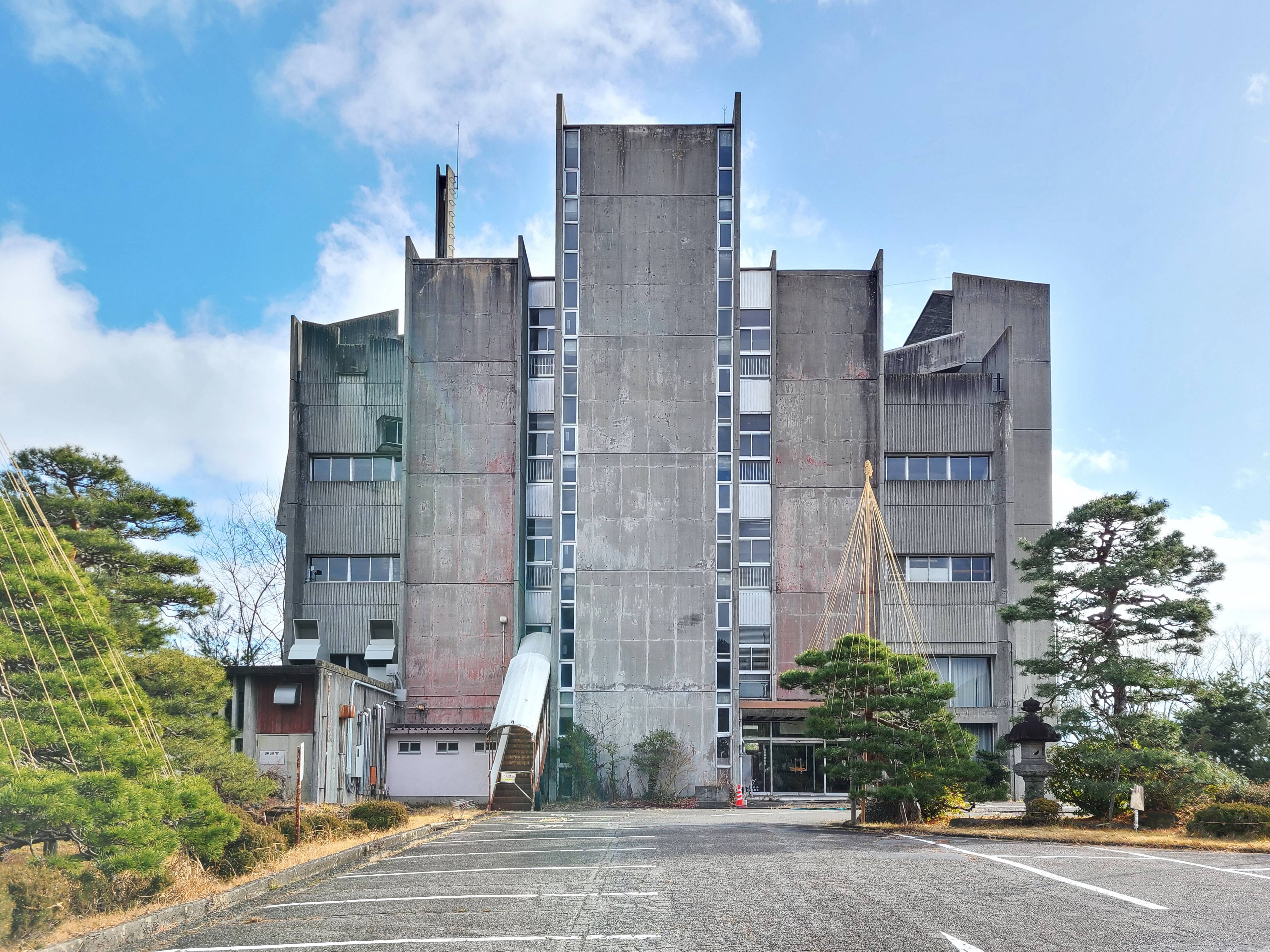
蔵春閣跡
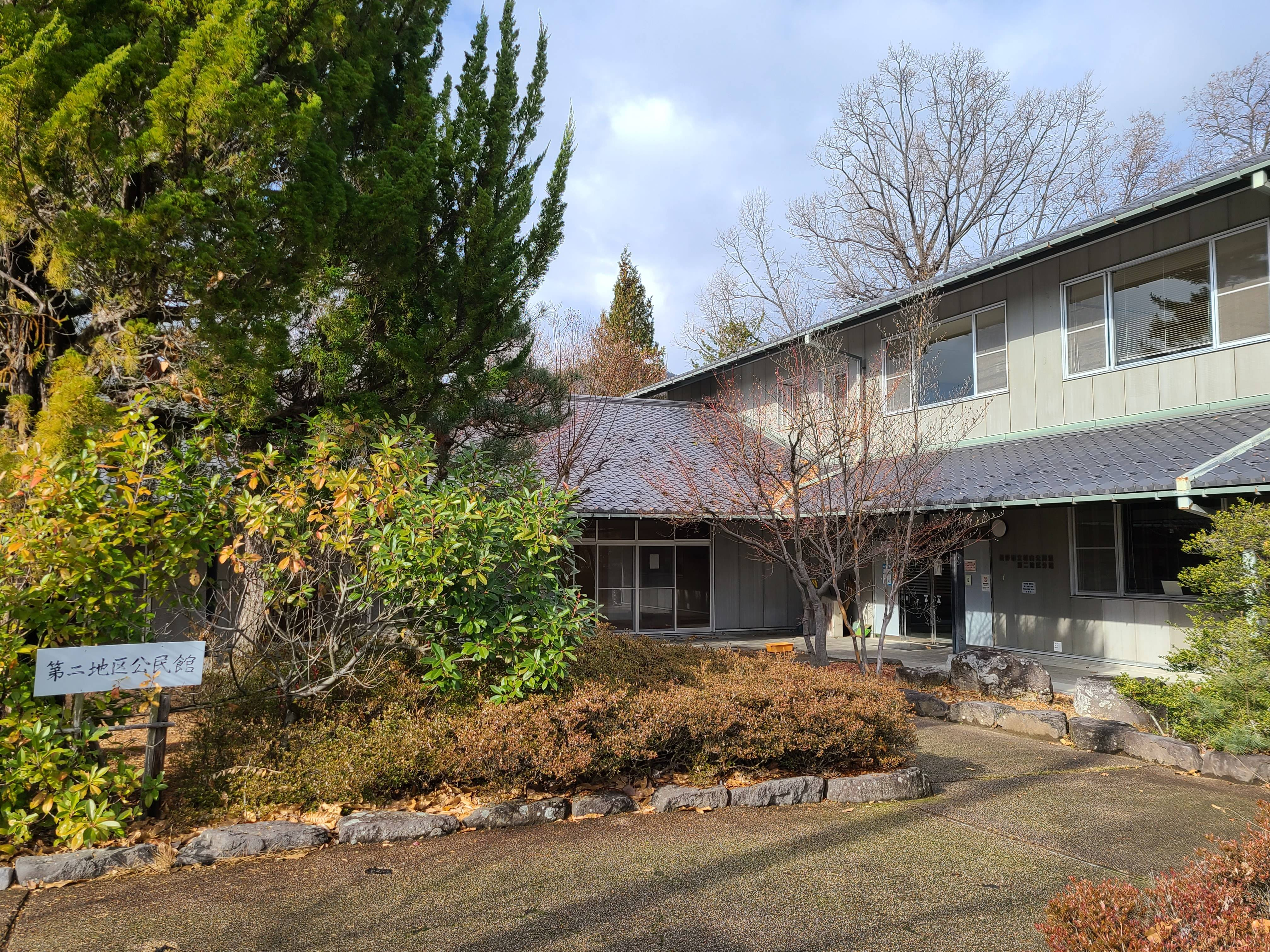
城山公民館第二地区分館
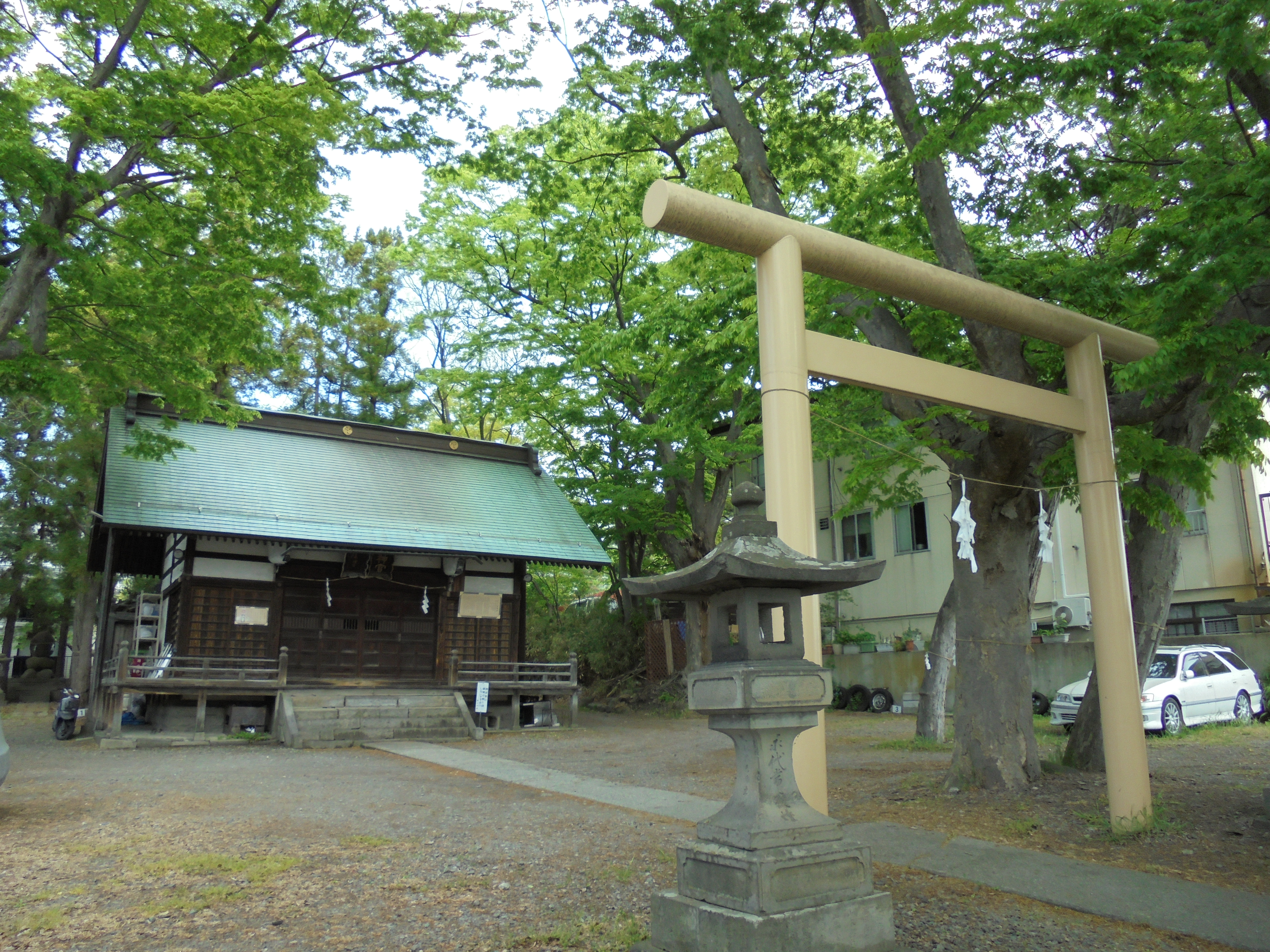
伊勢社
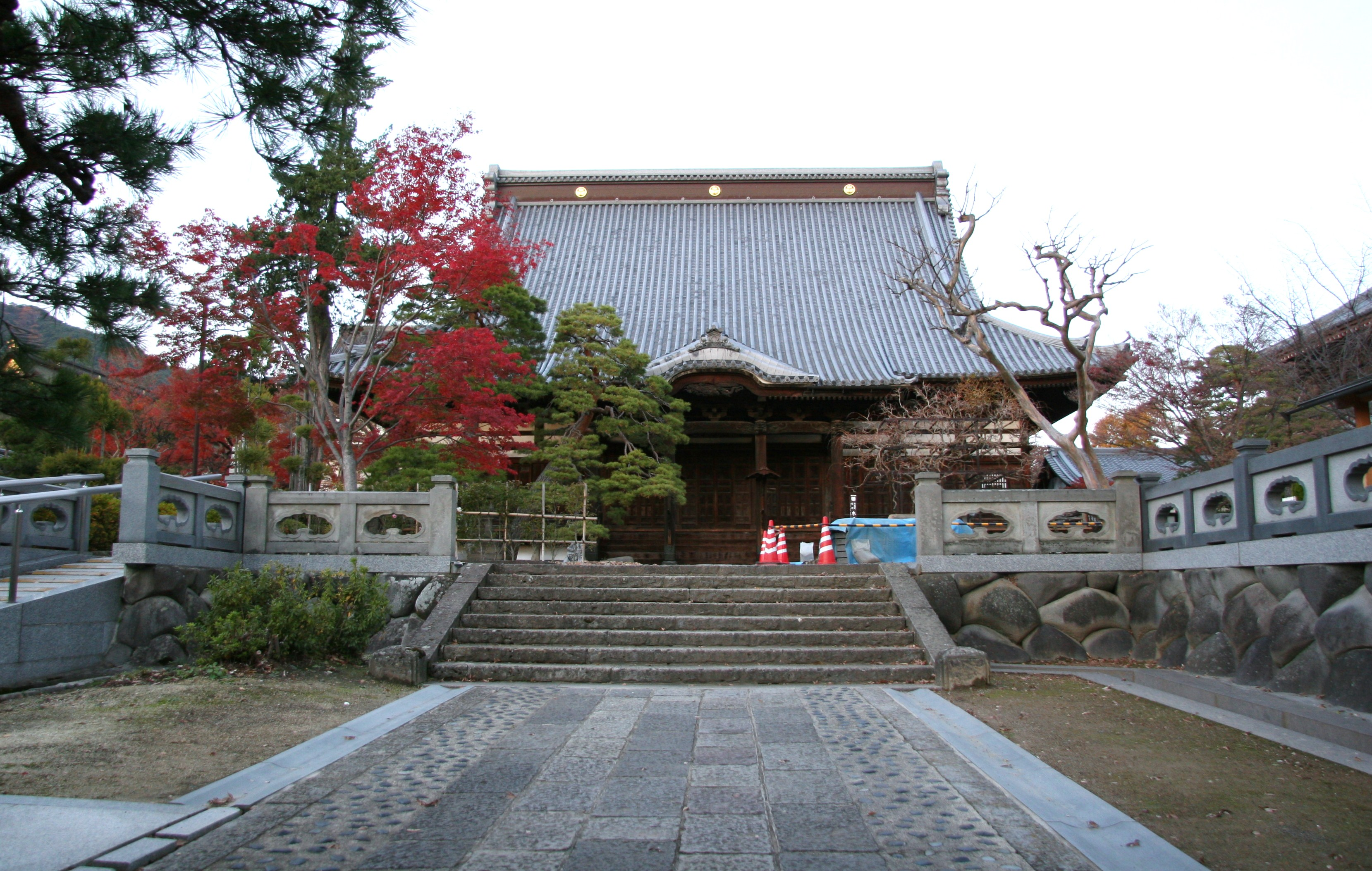
寛慶寺

## 東町
東町（ひがしまち）は、善光寺の南東に広がる町。郵便番号は、380-0831。
町の中央部を国道406号（鬼無里街道）が東西に横切る。周囲は以下の町丁と接する。

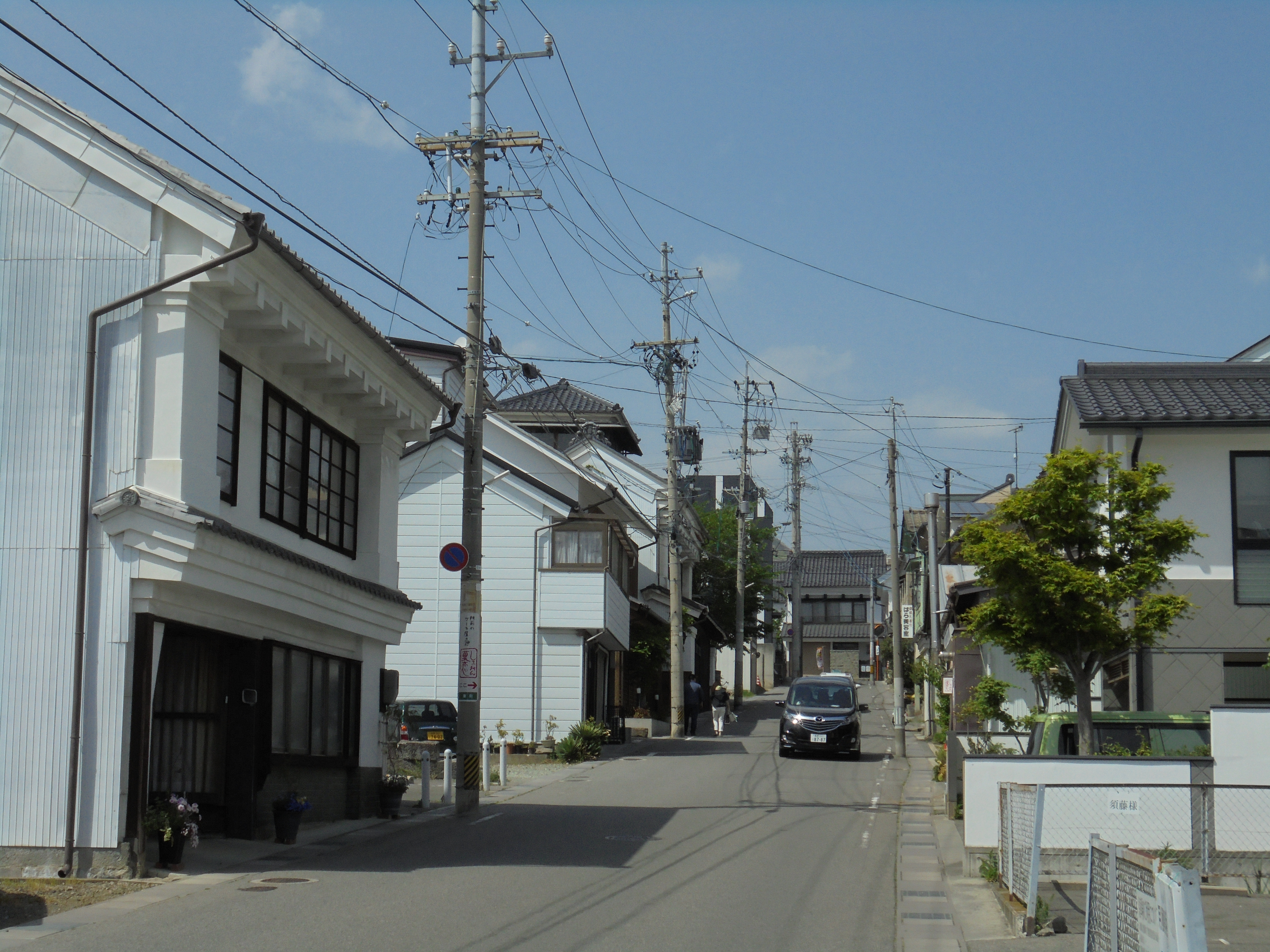
東町通り

江戸時代には、善光寺町のうち町年寄の治める「八町」の一つであった。町内の中心を南北に貫く東町通りは旧北国街道にあたり、明治以降は問屋街として栄えたが、戦後ほとんどが郊外に移転した。現在では、当時の商店や蔵を活かした飲食店・古書店などが立ち並ぶ。町名は、大門町の東に並行する町であることに由来する。
地区内の人口および世帯は、62世帯 130人（令和5年3月1日現在）。

### 御祭礼屋台
弥栄神社（上西之門町）御祭礼で屋台巡行をする御祭礼町20町の一つであるが、1991年（平成3年）現在は参加していない。
1872年（明治5年）に宮大工の山嵜儀作により作られた底抜けの本屋台を有している。長らく解体保存されてきたが、2015年（平成27年）の善光寺御開帳を機に24年ぶりに組み立てられることとなり、屋台巡行の復活も計画されている。

### 交通
町内に公共交通機関は走っていないが、善光寺近辺を走る路線バスが利用できる。

### 施設

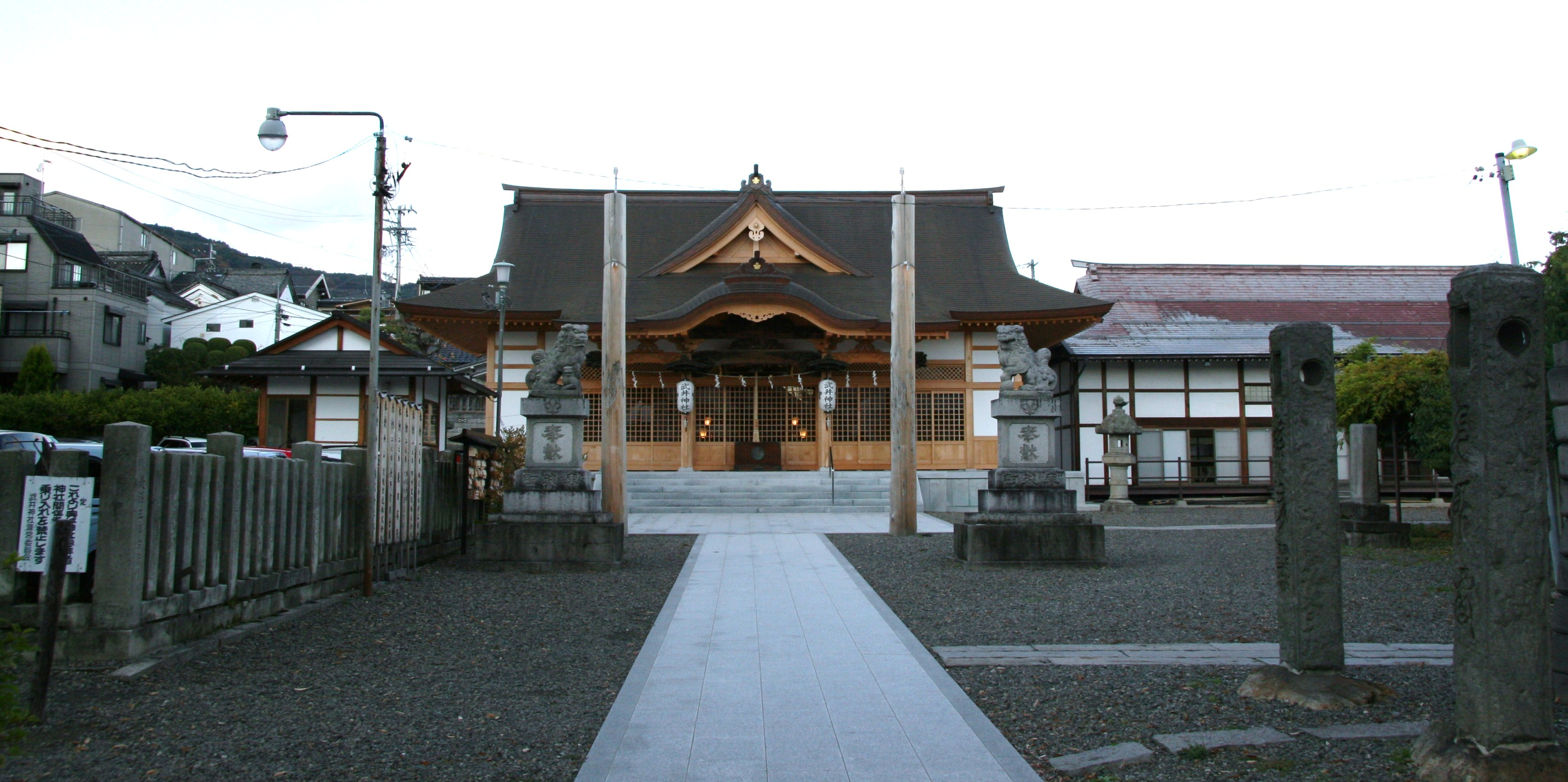
武井神社

- 武井神社 - 善光寺三鎮守、善光寺七社の一つ。車の厄除けで有名
- 康楽寺 - 近世には善光寺三寺として重んじられた。
- 長野市立博物館分館 門前商家ちょっ蔵おいらい館 - 古い商家を活かしたギャラリー

## 元善町
元善町（もとよしちょう）は、善光寺を中心に広がる町。郵便番号は、380-0851。
周囲は以下の町丁と接する。

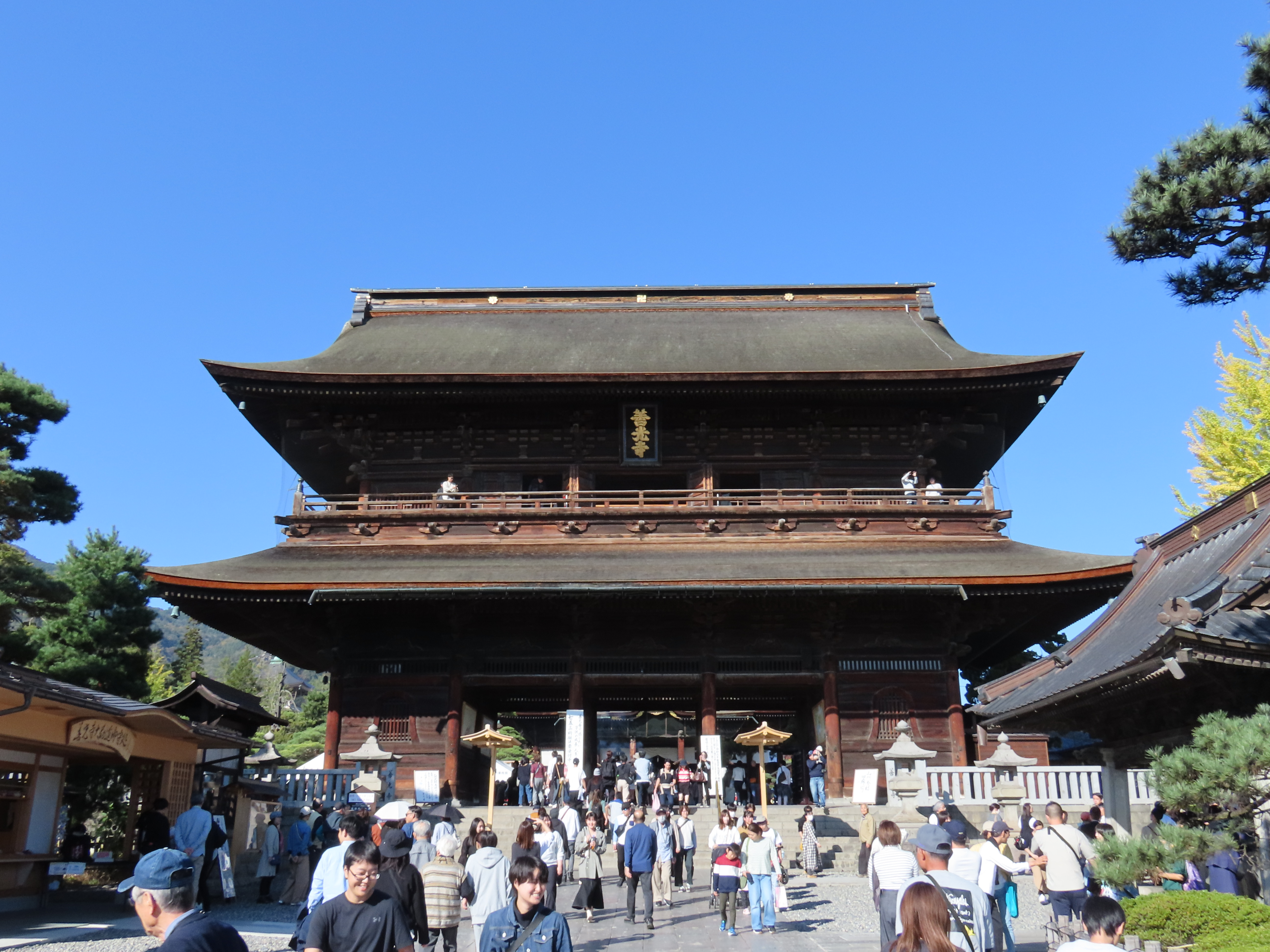
善光寺山門

善光寺境内と仲見世（商店街）から成る町であり、町域のほとんどは善光寺・大本願・大勧進の敷地と宿坊、土産物店で占められる。1707年（宝永4年）に善光寺本堂が現在地に移転する前の本堂敷地で、堂庭（どうにわ）と呼ばれていた。移転後は商人が集まり土産物を売る仮店が軒を連ねたが、本建築は禁じられていた。1871年（明治4年）の善光寺領廃止以降、本建築も次第に許されるようになり、1874年（明治7年）に県庁の許可を得て「善光寺の地元」の意から元善町と命名した。詳細な歴史は善光寺を参照。
地区内の人口および世帯は、91世帯 208人（令和5年3月1日現在）。

### 御祭礼屋台
弥栄神社（上西之門町）御祭礼で屋台巡行をする御祭礼町20町の一つである。堂庭から元善町に名を改めた1874年（明治7年）から参加。
伊勢町から2001年（平成13年）に受け継いだ、1919年（大正8年）制作の白木造りの踊り屋台と底抜けの囃子屋台を有しており、2台1対で曳行される。

### 交通
町内に公共交通機関は走っていないが、周辺を走る路線バスが利用できる。
2004年（平成16年）までは六地蔵の裏手に川中島バスの善光寺前停留所があった。1933年（昭和8年）から長年ここを路線バスを走ってきたが、この停留所を経由するには途中で参道（仲見世）をバスが横切らなくてはならず、石畳の保全や参拝客の安全のため、2004年（平成16年）2月1日のダイヤ改正で元善町の外周を回るルートに変更されている。

### 施設
- 善光寺
  - 本堂 - 国宝
  - 経蔵 - 重要文化財
  - 鐘楼 - 重要美術品
  - 山門 - 重要文化財
  - 仁王門
  - 釈迦堂 - 重要文化財
  - 日本忠霊殿
- 大勧進
- 大本願
- 宿坊群
  - 世尊院 - 善光寺七福神の一つ（毘沙門天）
- 信州善光寺仲見世通り
  - 駒返り橋 - 仲見世通りの小さな石橋。源頼朝が参拝した際、この橋に馬の蹄が挟まり、ここで馬を下りたと言い伝えられている

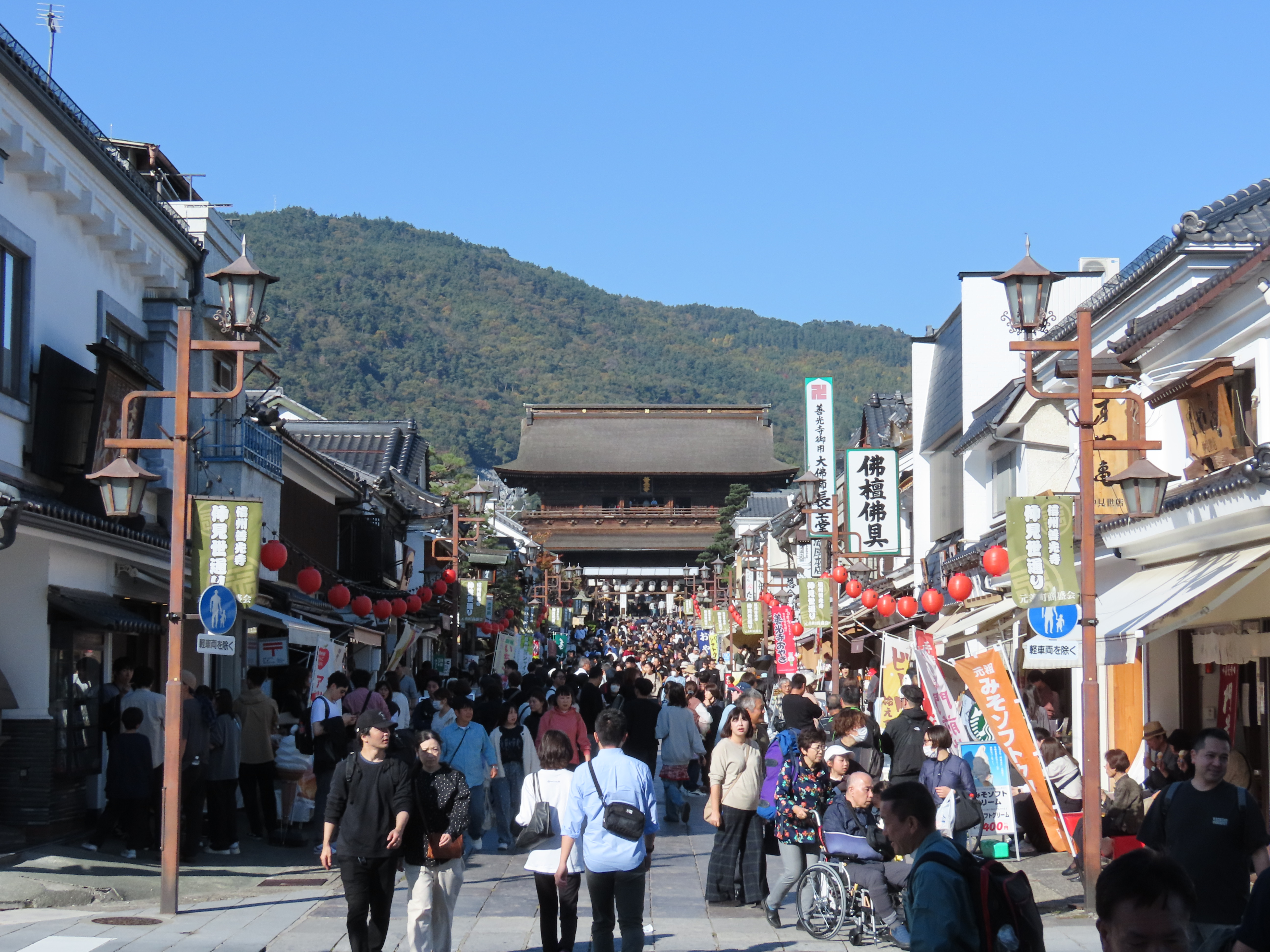
仲見世通り
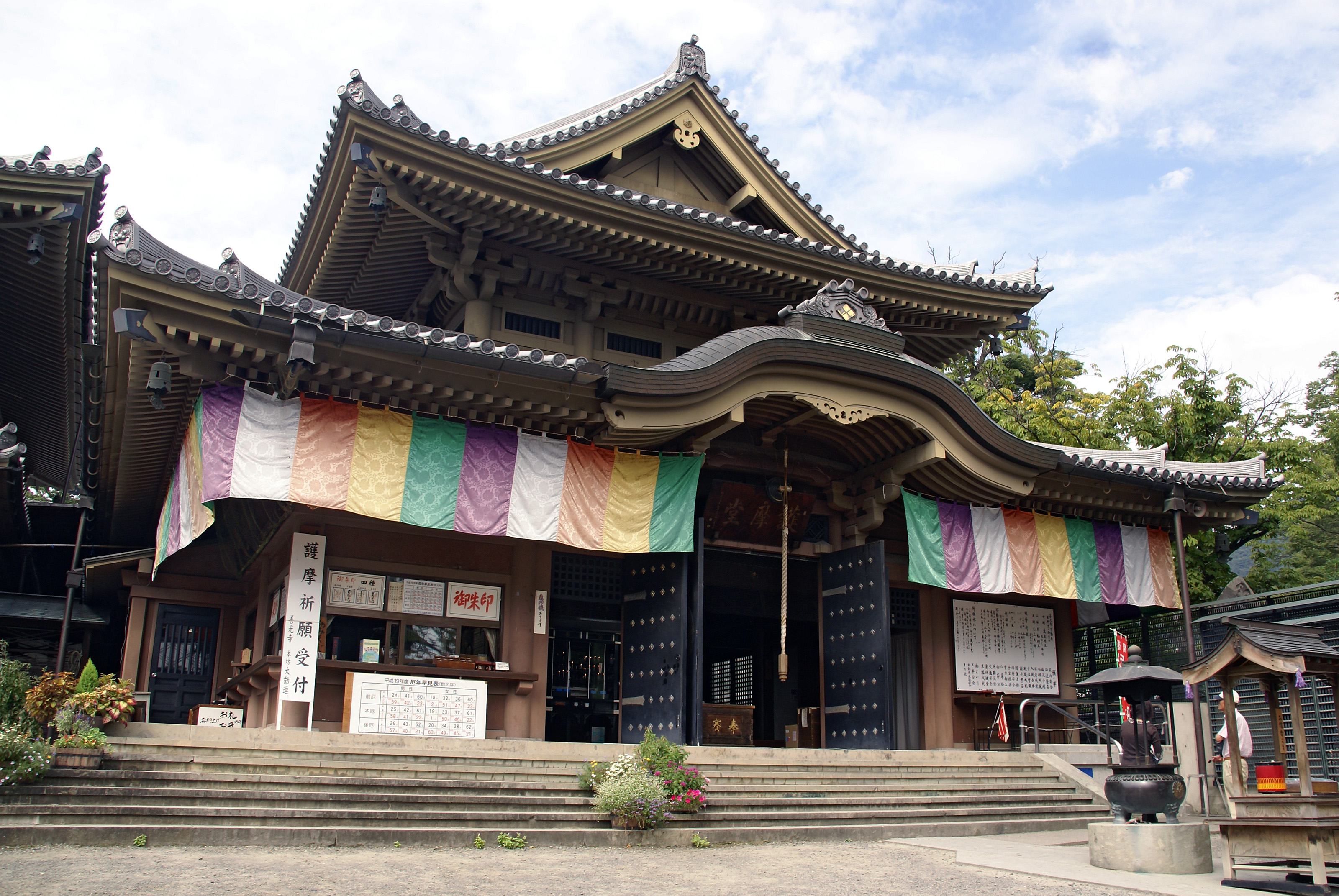
大勧進
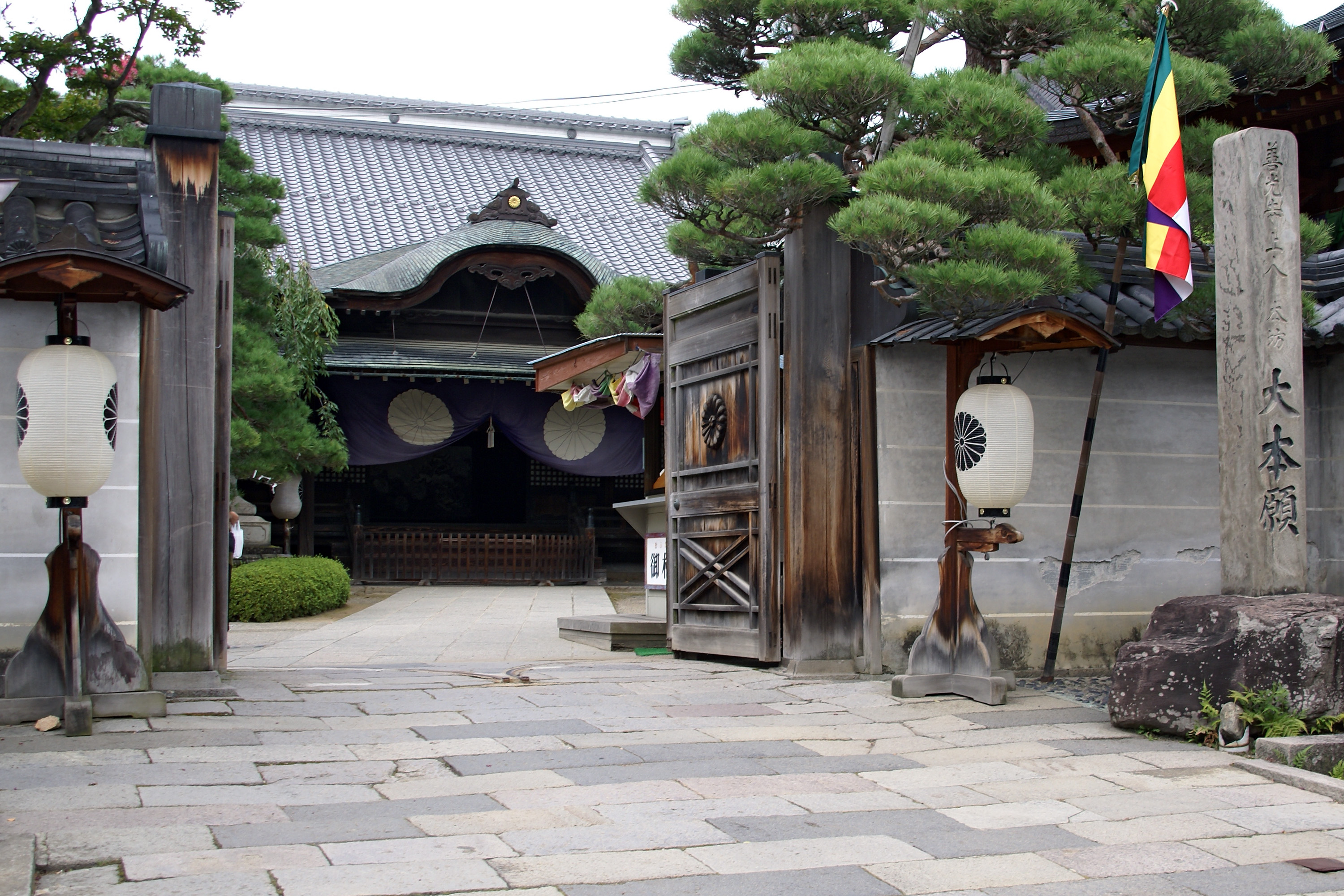
大本願
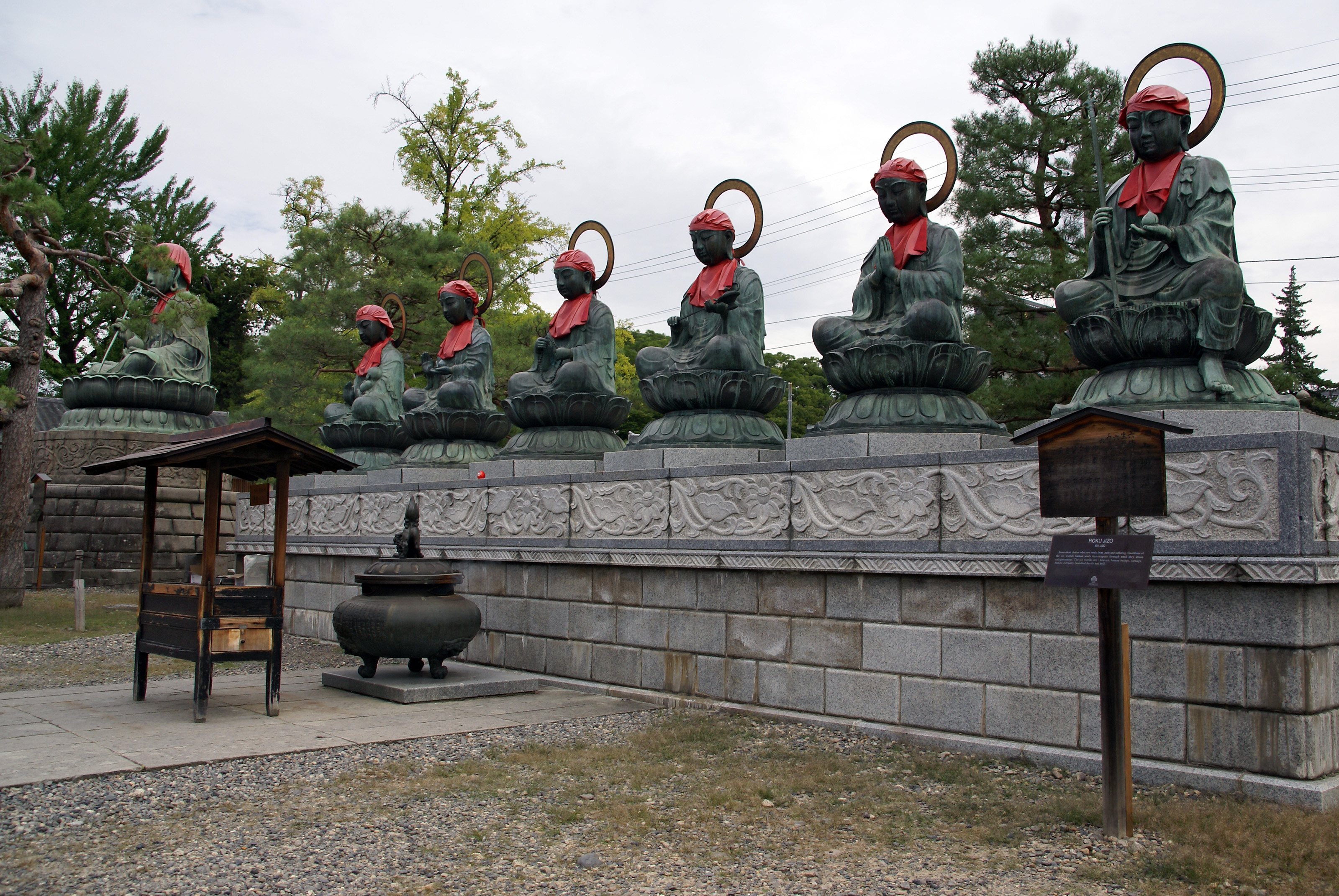
六地蔵
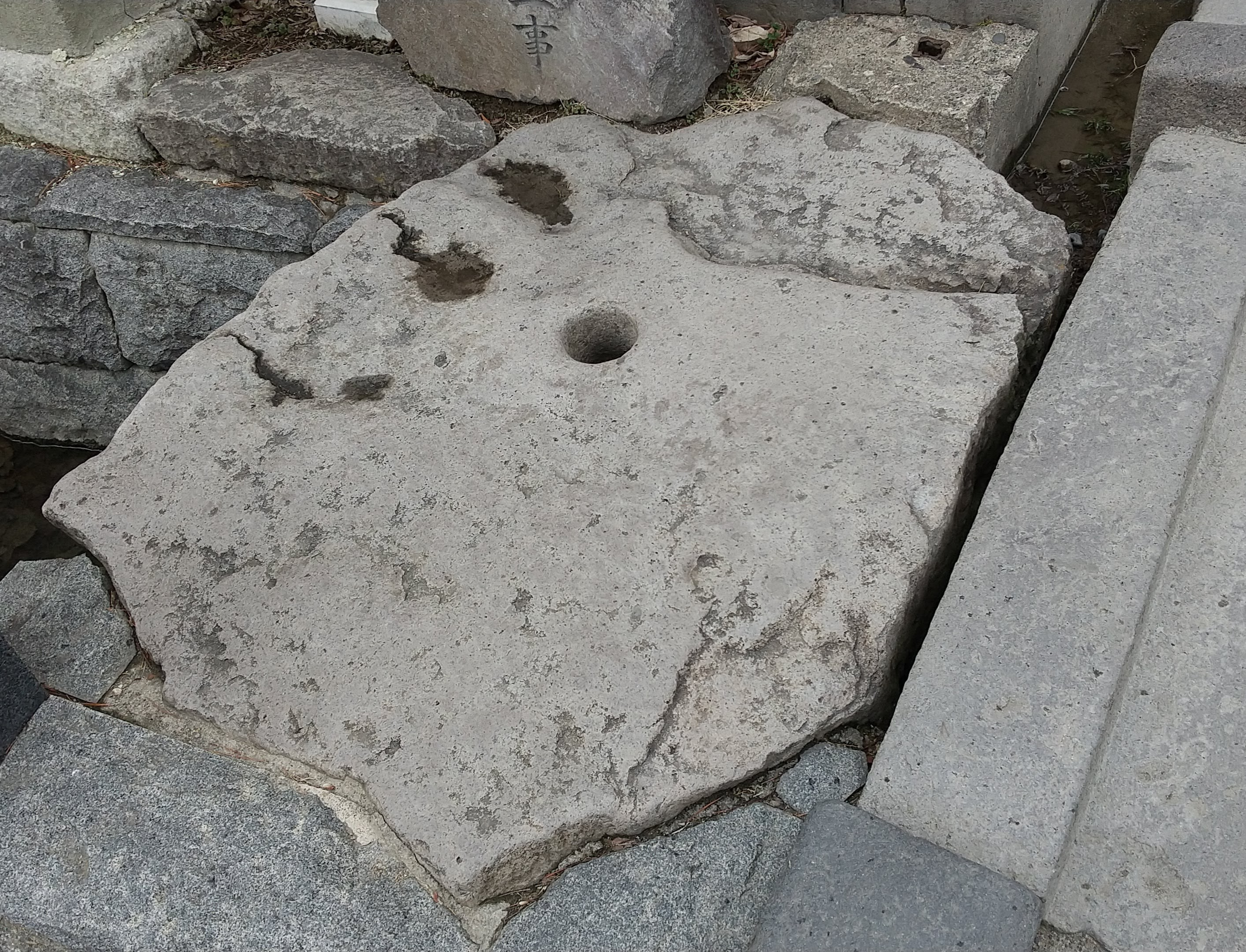
駒返り橋

## 横沢町
横沢町（よこさわちょう）は、善光寺の西に広がる町。郵便番号は、380-0861。
周囲は以下の町丁と接する。
江戸時代には、善光寺町のうち大勧進が治める「両御所前」（御門前）の一つであり、町年寄の支配から独立していた。善光寺の関係者や職人が多く住んでいたという。
善光寺西門付近に土産物店があるほかは、閑静な住宅街である。
地区内の人口および世帯は、185世帯 378人（令和5年3月1日現在）。

### 御祭礼屋台
弥栄神社（上西之門町）御祭礼で屋台巡行をする御祭礼町20町の一つであるが、現在は参加していない。
1873年（明治6年）に作られた傘鉾10基を有していて、現在は長野市立博物館で保存されている。

### 交通
路線バス
町内を走るアルピコ交通（川中島バス）の以下の路線系統が利用できる。なお、善光寺周辺では路線バスは時計回りの一方向運行のため、長野駅方面に向かう場合は善光寺を挟んで反対側の東之門町等にまわる必要がある。
- アルピコ交通（川中島バス）
  - 11 宇木ゆき
  - 16 若槻団地・若槻東条ゆき
  - 17 浅川西条・若槻東条ゆき
  - 70急 戸隠高原ゆき

### 施設
- 八幡社 - 祭神は誉田別命、相殿として軻遇突智命（秋葉）・武甕槌命（鹿島）。横沢町の産土神。町の北西にあり、『善光寺道名所図会』の湯福神社のところに当社も描かれている。1872年（明治5年）善光寺山門西にあった秋葉社と鹿島社が合祀された[15]。また、境内には1958年（昭和28年）総本山青麻神社から分霊した青麻社（中風の神）があり、毎年冬に行われる行事・青麻講には多くの人々が集まる[21]。

## 横町
横町（よこまち）は、善光寺の南東にある町。郵便番号は、380-0856。
横町通りに沿った小さな町である。周囲は以下の町丁と接する。
江戸時代には、善光寺町のうち町年寄が治める「八町」の一つであった。枝町として、東之門町を治めていた。明治初期には御祭礼町の一つであったが、現在では外れている。江戸前期から明治10年代までは東横町・西横町に分かれていた。町名は、南北方向（＝縦）の大門町に対して東西方向（＝横）に交差することに由来するという。
地区内の人口および世帯は、34世帯 67人（令和5年3月1日現在）。

### 交通
町内に公共交通機関は走っていないが、周辺を走る路線バスが利用できる。

### 施設
- 八幡屋礒五郎 横町カフェ - 本店に併設されているカフェ。

## 若松町
若松町（わかまつちょう）は、信州大学教育学部の南東にある町。郵便番号は、380-0847。
町の中央部を国道406号（鬼無里街道）が東西に横切る。周囲は以下の町丁と接する。
明治初期には新道と呼ばれていたあたりに1897年（明治30年）に起立した町で、1898年（明治31年）〜1965年（昭和40年）には、現在の若松町交番付近に長野市役所が、1901年（明治34年）〜1935年（昭和10年）にはその隣に長野警察署が置かれていた。また、隣接する西長野町には1874年（明治7年）〜1913年（大正2年）にかけて長野県庁舎が置かれ、その他諸官庁も近隣に集まっており、若松町一帯は戦前における長野市の官庁街であった。
地区内の人口および世帯は、23世帯 41人（令和5年3月1日現在）。

### 交通
町内に公共交通機関は走っていないが、周辺を走る路線バスが利用できる。

### 施設
- 長野中央警察署 若松町交番